# منتخب روسيا لكرة القدم
منتخب روسيا لكرة القدم (الروسية: Национальная сборная России по футболу) الممثل الرسمي لروسيا في لعبة كرة القدم والواقع تحت مظلة اتحاد روسيا لكرة القدم المنوط بإدارة شؤون شؤون اللعبة في البلاد، ويتخذ المنتخب الروسي العديد من الملاعب الرسمية له؛ يأتي في مقدمتها ستاد لوجنيكي بالعاصمة الروسية موسكو وهو الملعب المعتمد من قبل الاتحاد الروسي كملعب رئيسي للمقابلات الدولية، كذلك ستاد لوكوموتيف بموسكو وستاد بتروفسكي بسانت بطرسبرغ، ويتولي القيادة الفنية للمنتخب الهولندي ديك أدفوكات والذي تعاقد معه الاتحاد الروسي في مايو 2010 خلفا لمواطنه غوس هيدينك والذي قاد المنتخب الروسي خلال غمار بطولة كأس الأمم الأوروبية لكرة القدم 2008 ليحقق أفضل إنجازات الكرة الروسية في العصر الحديث بتخطي دور المجموعات لأول مرة في تاريخه في أي من البطولات الكبرى ووصوله للدور قبل النهائي في ثالث مشاركات المنتخب الروسي بالبطولة الأوروبية بعد مشاركتين سابقتين عامي 1996 و2004 قبل تأهله الأخير عام 2012، كما شارك المنتخب الروسي في 4 بطولات لكأس العالم لكرة القدم أعوام 1994 و2002 و2014 و2018. وإن لم تضاه تلك الإنجازات مثيلتها التاريخية للمنتخب السوفييتي.
من جانبه اعترف الاتحاد الدولي لكرة القدم (الفيفا) بالمنتخب الروسي كوريث شرعي لبطولات وإنجازات منتخبي اتحاد الدول المستقلة والاتحاد السوفيتي لكرة القدم.

## التاريخ
بعد تفكك الاتحاد السوفيتي نهاية عام 1991 لعب المنتخب الروسي أولى مبارياته الدولية ضد المنتخب المكسيكي في مواجهة ودية دولية جمعت الطرفين في ستاد لوكوموتيف بالعاصمة الروسية موسكو يوم الأحد 16 أغسطس 1992، تمكن خلالها أصحاب الأرض بالتغلب على ضيوفهم بهدفين دون رد أحرزهما فاليري كاربن من ركلة جزاء ليصبح بذلك أول لاعب يسجل هدفا في تاريخ المنتخب الروسي قبل أن يضيف دميتري بوبوف الهدف الثاني لبلاده.

### البداية
تحت قيادة المدرب الوطني بافيل ساديرين بدأ المنتخب الروسي أولى جولاته في تاريخ كرة القدم الحديث بخوض غمار تصفيات القارة الأوروبية لكأس العالم لعام 1994 وأوقعتها القرعة في المجموعة الخامسة بجانب منتخبات اليونان وآيسلندا والمجر ولوكسمبورغ بالإضافة ليوغوسلافيا والتي تم تعليق نشاطها الرياضي على خلفية الحروب الدائرة في يوغوسلافيا مما خفّض عدد المنتخبات المتبارية في المجموعة إلى خمسة منتخبات تأهل عنهم منتخبا روسيا واليونان للمشاركة في النهائيات المقامة في الولايات المتحدة لتبدأ الكرة الروسية عصرًا جديدًا في كنف دولة مستقلة ومنتخب حديث التكوين يشارك لأول مرة في كبرى مسابقات كرة القدم؛ وتكوّن المنتخب الروسي الجديد من لاعبين من أصحاب الخبرة الطويلة في الملاعب أمثال حارس المرمى ستانيسلاف تشيرتشيسوف وألكساندر بوروديوك بالإضافة للاعبين آخرين مثل فيكتور أونوبكو وأوليغ سالينكو وألكساندر موستوفوي وفلاديمير بيستشاستنخ وفاليري كاربن على الرغم من اختيار بعض هؤلاء اللاعبين للمشاركة ضمن صفوف المنتخب الأوكراني إلا أن فشل الاتحاد الأوكراني لكرة القدم في تسجيل نفسه والاعتراف به من قِبل الاتحاد الدولي لكرة القدم منعته من المشاركة في التصفيات التأهيلية لكأس العالم مما سمح للاعبي المنتخب الأوكراني الإنضمام لأي من منتخبات الاتحاد السوفيتي الناشئة.
أوقعت القرعة المنتخب الروسي ضمن منتخبات المجموعة الثانية في النهائيات بجانب منتخبات البرازيل والسويد والكاميرون وهي المجموعة التي أُعتبرت واحدة من المجموعات القوية ومن ثم ضعفت فرصة المنتخب الروسي في التأهل للأدوار التالية خاصة مع بداية مشواره بخسارتين متتاليتين أمام البرازيل بنتيجة 2-0 والسويد بنتيجة 3-1 قبل أن يلعب مباراته الأخيرة أمام الكاميرون بعدما فقد الأمل في التأهل ويفوز بنتيجة 6-1 بعدما سجّل مهاجمه أوليغ سالينكو رقمًا قياسيًا جديدًا في تاريخ نهائيات كأس العالم بإحرازه خمسة أهداف في مباراة واحدة ودّعت بهم روسيا البطولة في أولى مشاركاتها الرسمية كدولة مستقلة قبل أن تتم الإطاحة بساديرين بعد عودته لروسيا على غرار النتائج السيئة.

### عصر رومانتسيف

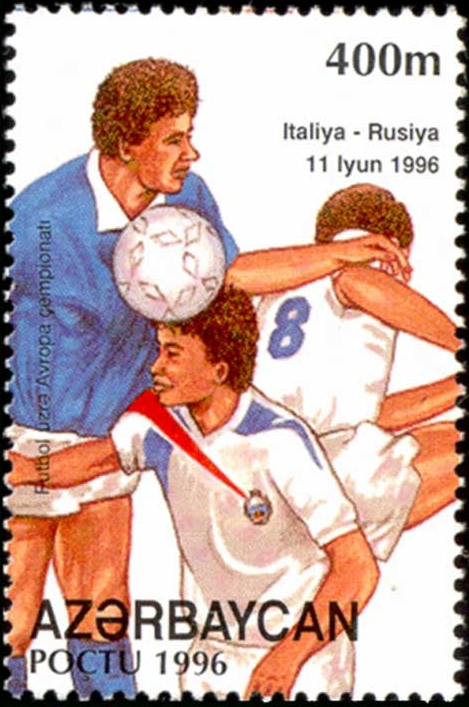
طابع بريد أذري لمباراة المنتخب الروسي أمام نظيره الإيطالي، يورو 1996.

تولى أوليغ رومانتسيف القيادة الفنية للمنتخب الروسي بعد الإطاحة بساديرين الذي فشل في تقديم مستوى مرض خلال نهائيات كأس العالم 1994، وكانت مهمة رومانتسيف الرئيسية قيادة المنتخب الروسي للتأهل لنهائيات كأس الأمم الأوروبية 1996، وعليه استعان رومانتسيف بالعديد من جنود الحرس القديم في المنتخب الروسي المشارك في البطولة السابقة لكأس العالم بالولايات المتخدة أمثال فيكتور أونوبكو وألكساندر موستوفوي وفلاديمير بيستشاستنخ وفاليري كاربن، وبالفعل تمكن المنتخب الروسي من احتلال قمة مجموعته في التصفيات التأهيلية للبطولة والتي ضمت بجانبه منتخبات اسكتلندا واليونان وفنلندا وسان مارينو بالإضافة لمنتخب جزر فارو.
ومرة أخرى لم تبتسم القرعة للمنتخب الروسي إذ أوقعته ضمن منتخبات المجموعة الثالثة في التصفيات بجانب منتخبات ألمانيا وإيطاليا والتشيك وهي المجموعة التي أُطلق عليها لقب مجموعة الموت بحضور المنتخب الروسي الذي أُعتبر أضعف منتخبات المجموعة، وبالفعب بدأ المنتخب الروسي مشواره بالخسارة أمام نظيره الإيطالي بنتيجة 2-1، وبعد خسارته للمباراة الأولى لم يعد منتظرا تقديم أي عرض جيد أمام المنتخب الألماني في ثاني المباريات، وعلى الرغم من خروج الشوط الأول من المباراة على عكس التوقعات بالتعادل السلبي لم يقوى المنتخب الروسي على الصمود خلال النصف الثاني من المباراة لتتلقى شباكه ثلاثة أهداف متتالية لتعلن توديع المنتخب الروسي للبطولة من أدوارها الأولى لذلك لم تكن مباراته الأخيرة أمام المنتخب التشيكي سوى مجرد تحصيل حاصل وإن ظل المنتخب الروسي متقدما حتى الدقائق الأخير من المباراة بنتيجة 3:2 قبل أن يتمكن المنتخب التشيكي من إدراك هدف التعادل والصعود لدور ربع النهائي بصحبة الماكينات الألمانية متفوقا على المنتخب الإيطالي.

### 1997-1999
أدت النتائج السيئة والأداء الباهت للمنتخب الروسي خلال البطولة الأوروبية إلى الإطاحة بأوليغ رومانتسيف وتعيين بوريس إغناتييف بدلًا له لقيادة المنتخب خلال التصفيات المؤهلة لنهائيات كأس العالم 1998 والتي تقرر إقامتها في فرنسا، ومع حداثة عهد المنتخب الروسي شيئًا ما لم تتاح العديد من الخيارات أمام إغناتييف لانتقاء الأنسب من اللاعبين للمرحلة المقبلة لذلك ظل الاعتماد الأكبر على الوجوه نفسها التي مثّلت المنتخب الروسي منذ تكوينه لأول مرة مثل فيكتور أونوبكو وألكساندر موستوفوي وفاليري كاربن، وأوقعت القرعة المنتخب الروسي ضمن منتخبات المجموعة الخامسة بجانب منتخبات بلغاريا وإسرائيل وقبرص ولوكسمبورغ وبدأ التنافس واضحًا بين المنتخب الروسي ونظيره البرتغالي على حجز بطاقة التأهل المباشر منذ البداية على الرغم من وجود المنتخب الإسرائيلي الذي بدأ في الظهور كعنصر مؤثر في التصفيات، وعلى الرغم من البداية المبشرة للمنتخب الروسي والمتمثلة في تحقيق إنتصارين متتاليين على لوكسمبورج وقبرص إلا أنه سقط في فخ التعادل مع إسرائيل ثم قبرص قبل أن يستعيد ذاكرة الانتصارات بالتغلب على لوكسمبورغ ثم إسرائيل، ولم ينل المنتخب الروسي سوى هزيمة واحدة على يد المنتخب البلغاري بهدف للا شيء في بلغاريا قبل أن يتمكن من التغلب عليه في روسيا بنتيجة 4-2 ولم يشفع هذا الانتصار للمنتخب الروسي ولم يمنحه بطاقة التأهل المباشر والتي ذهبت لنظيره البلغاري واحتل المنتخب الروسي المركز الثاني في المجموعة وتأهل للملحق التأهيلي لكأس العالم ليواجه المنتخب الإيطالي في روسيا وتنتهي المباراة بالتعادل الإيجابي بهدف لكل منهما ليحد من آمال المنتخب الروسي تماما في التأهل قبل أن يلتقي الفريقان مرة أخرى في إيطاليا ويفوز أصحاب الأرض بهدف نظيف ليفشل المنتخب الروسي في التأهل لكاس العالم.
سارت الأمور في الوسط الكروي الروسي كعادتها حيث تمت الإطاحة بإغناتييف عقب فشله في التأهل لنهائيات كأس العالم وتم تعيين أناتولي بيشوفتس خلفا له لقيادة المنتخب الروسي خلال التصفيات المؤهلة لنهائيات يورو 2000 في بلجيكا وهولندا، ولم يجري بيشوفتس أية تعديلات جوهرية على تشكيل المنتخب الروسي وظل الاعتماد الأساسي على اللاعبين من أصحاب الخبرة دون اللاعبين الشباب على الرغم من استدعائه لمهاجم نادي زينيت سانت بطرسبرغ ألكساندر بانوف، وأوقعت القرعة المنتخب الروسي ضمن منتخبات المجموعة الرابعة بجانب منتخبات فرنسا وأوكرانيا وآيسلندا وأرمينيا وأندورا، في هذا الوقت صبّت التوقعات جميعها في مصلحة المنتخبين الفرنسي والروسي وبات المنتخب الأوكراني بعيدا عن الحسبان وعلى عكس التوقعات بدأ المنتخب الروسي مشواره بثلاثة هزائم متتالية لمصلحة أوكرانيا وفرنسا وأخيرًا آيسلندا مما دفع الاتحاد الروسي لكرة القدم لعدم الانتظار حتى نهاية التصفيات واتخذ قرارًا سريعًا بإقالة بيشوفتس وتعيين أوليغ رومانتسيف بدلًا منه وبالفعل تمكن رومانتسيف من تغيير الأمور في المجموعة رأسًا على عقب وتمكن من تحقيق ستة إنتصارات متتالية عقب خسارته من آيسلندا بما في ذلك انتصارًا تاريخيًا على فرنسا في ستاد دى فرانس بنتيجة 3-2 ليلعب مباراته الأخيرة على أرضه أمام أوكرانيا وهو بحاجة للفوز بأي نتيجة لضمان التأهل للنهائيات على رأس المجموعة بعدما تساوى المنتخبين الروسي والفرنسي في مجموع اللقائين بنتيجة 3-2 وتفوق المنتخب الروسي في فارق الأهداف؛ والتقى المنتخب الروسي بنظيره الأوكراني عشية 9 أكتوبر 1999 على ستاد لوجنيكي وظل التعادل السلبي مسيطرًا على المباراة حتى قبل ربع ساعة على النهاية عندما تمكن المخضرم فاليري كاربن من إحراز هدف التقدم لأصحاب الأرض من ركلة حرة مباشرة ليصبح المنتخب الروسي قاب قوسين أو أدنى من التأهل للنهائيات الأوروبية قبل أن يرتكب حارس المرمى ألكسندر فيليمونوف خطأ قاتلًا في تقديره للركلة الحرة المباشرة الذي نفّذها أندريه شيفتشينكو قبل نهاية المباراة بدقيقتين ليودعها الحارس الروسي مرماه مهدرا آمال بلاده في التأهل للمحفل الأوروبي للمرة الثانية على التوالي بعد نهاية المباراة بالتعادل الإيجابي 1-1 ليحتل المنتخب الروسي المركز الثالث في المجموعة.

### إعادة الهيكلة

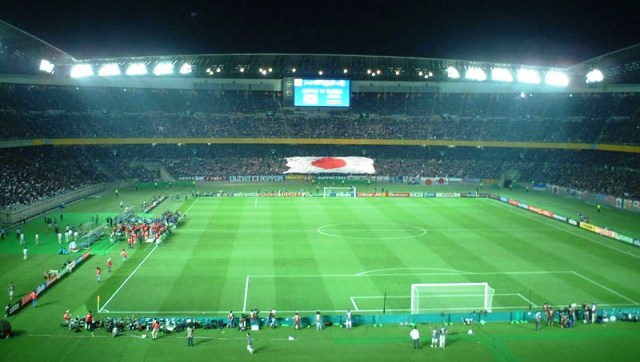
نزول اللاعبين أرضية ملعب يوكوهاما الدولي خلال مباراة اليابان وروسيا، كأس العالم 2002.

على الرغم من فشله في التأهل للمونديال الأوروبي إلا أن الاتحاد الروسي قرر تمديد عقد المدير الفني أوليغ رومانتسيف لتولي المسؤلية في قيادة المنتخب خلال التصفيات المؤهلة لنهائيات كأس العالم 2002 باليابان وكوريا الجنوبية، وأوقعت القرعة المنتخب الروسي ضمن منتخبات المجموعة الأولى بصحبة كل من سلوفينيا ويوغوسلافيا وسويسرا وجزر فارو ولوكسمبورغ، ومرة أخرى اعتبرت روسيا واحدة من المرشحين للتأهل عن المجموعة بصحبة أحد منتخبي سويسرا أو يوغوسلافيا وبالفعل أنهى المنتخب الروسي التصفيات في المرتبة الأولى محققًا سبعة انتصارات وتعادلين وهزيمة واحدة ليتأهل لنهائيات كأس العالم للمرة الثانية في تاريخه.
أوقعت القرعة المنتخب الروسي ضمن منتخبات المجموعة الثامنة بصحبة أصحاب الأرض اليابان بالإضافة إلى منتخبي بلجيكا وتونس في مجموعة أعتبرت الأضعف على الإطلاق ضمن مجموعات البطولة قاطبة؛ وصبّت التوقعات كلها في مصلحة المنتخب الروسي للتأهل عن المجموعة على خلفية نتائجه خلال التصفيات التأهيلية، ومع بداية مشوارها في النهائيات حقق المنتخب الروسي انتصارًا جيدًا على المنتخب التونسي بهدفين دون رد جعله على أعتاب التأهل للدور الثاني قبل مواجهته الثانية أمام أصحاب الأرض والتي جاء أدائه فيها مخيبا للآمال ولقي المنتخب الروسي هزيمة غير متوقعة بهدف نظيف أدّت لاندلاع أعمال الشغب في العاصمة الروسية موسكو، ولم يحتاج المنتخب الروسي سوى للتعادل في مباراته الأخيرة أمام نظيره البلجيكي لضمان تأهله للدور التالي للبطولة وهو ما فشل أيضًا في تحقيقه بعدما خسر اللقاء بنتيجة 3-2 ليخرج المنتخب الروسي خالي الوفاض من الدور الأول للبطولة على عكس توقعات أغلب الخبراء.
لاقى رومانتسيف مصيره المحتوم بعد عودته لبلاده بعد الإخفاق الكبير في المونديال العالمي ليتولى فاليري غازاييف المدير الفني لتسسكا موسكو المهمة بدلًا منه ليقود الفريق خلال التصفيات المؤهلية لنهائيات يورو 2004 والتي أوقعتها القرعة ضمن منتخبات المجموعة التأهيلية العاشرة برفقة كل من سويسرا وأيرلندا ومنتخب ألبانيا لكرة القدم وجورجيا؛ وصبت التوقعات المبدئية في مصلحة المنتخب الأيرلندي ليتأهل مباشرة عن لمجموعة في حين يتصارع منتخبي سويسرا وروسيا على البطاقة الثانية والتأهل للملحق التأهيلي للبطولة، وبدأ المنتخب الروسي مشوار التصفيات بداية مبشرة نجح من خلالها تحقيق انتصارين متتاليين على أرضه أمام أيرلندا وألبانيا بعدها عانى بشدة من تراجع المستوى ليلقى هزيمتين متتاليتين خارج الديار على أيدي المنتخبين الألباني والجورجي لتضع مستقبل غازاييف مع المنتخب الوطني على المحك حتى جاء تعادل مخيب للآمال مع المنتخب السويسري في بازل ليكتب نهاية فصل آخر من فصول المديرين الفنيين للمنتخب الروسي، بعدها تمكن المنتخب نفسه من انتزاع تعادلًا إيجابيًا ثمينًا من المنتخب الأيرلندي بهدف لكل منهما في دبلن قبل أن يتم تعيين غيورغي يارتسيف رسميا في منصب المدير الفني والذي نجح في الوصول بالمنتخب الروسي إلى المباراة الفاصلة في الملحق التأهيلي للبطولة في مواجهة ويلز بعدما تغلب في المبارتين الأخيرتين في التصفيات التأهيلية على سويرا وجورجيا، وعلى الرغم من تعادله السلبي المحبط في مباراة الذهاب بموسكو نجح المنتخب الروسي في انتزاع بطاقة التأهل من كارديف برأسية فاديم إيفسييف ليتأهل المنتخب الروسي للعرس الأوروبي قبل أن تلقي نتائج تحاليل المنشطات للاعب يغور تيتوف بظلالها على أفراح التأهل خاصة مع مطالبة الجانب الويلزي بإقصاء المنتخب الروسي واعتماد النتيجة لمصلحته، وهي المطالب التي لم تجد صداها داخل أرجاء اليويفا والتي اكتفت بإصدار حكم بالإيقاف لمدة عام كامل من ممارسة النشاط الرياضي ضد اللاعب في 15 فبراير 2004.
جاء المنتخب الروسي في المجموعة الأولى للنهائيات بصحبة أصحاب الأرض المنتخب البرتغالي بالإضافة إلى منتخبي إسبانيا واليونان، وفي اليوم الأول من فاعليات البطولة خسر المنتخب الروسي بهدف نظيف لمصلحة المنتخب الإسباني ثم عاد ليخسر مرة أخرى بعدها بأربعة أيام لمصلحة أصحاب الأرض بهدفين دون رد ليودع البطولة من الأدوار الأولى قبل لقائه الأخير أمام المنتخب اليوناني والذي تمكن من الفوز به بهدفين مقابل هدف واحد، وهي الخسارة الوحيدة التي لحقت ببطل البطولة فيما بعد.
استمر يارتسيف في قيادته الفنية للمنتخب الروسي حتى بعد الإخفاق الأوروبي ليبدأ مرحلة جديدة تمثلت في التصفيات المؤهلة لكأس العالم 2006 والتي أوقعت قرعتها المنتخب الروسي ضمن منتخبات المجموعة التأهيلية الثالثة بصحبة كل من البرتغال وسلوفاكيا وإستونيا ولاتفيا ولوكسمبورغ وليختنشتاين، واستهل المنتخب الروسي مشوار التصفيات بتعادل إيجابي بهدف لمثله أمام سلوفاكيا في المباراة التي أقيمت بينهم عشية الرابع من سبتمبر 2004 في العاصمة الروسية موسكو ولكن سرعان ما استعاد المنتخب ذاكرة الانتصارات سريعا بفوز عريض على منتخب لوكسمبورغ برباعية نظيفة قبل أن يلقى هزيمة تاريخية على يد المنتخب البرتغالي في لشبونة بسبعة أهداف مقابل هدف واحد حتى أعاده انتصاران متتاليان على إستونيا ثم ليختنشتاين إلى دائرة المنافسة مرة أخرى حتى جاء التعادل الإيجابي بهدف لمثله مع إستونيا في العاصمة تالين مخيبًا لآمال جميع في مباراة حفرت في ذاكرة الكرة الإستونية واضعة نهاية لقيادة بارتسيف للإدارة الفنية للمنتخب الروسي وتعيين يوري سيومن خلفا له والذي تمكن من إعادة بارقة الأمل لمتابعي الكرة الروسية بفوز بهدفين دون رد على المنتخب اللاتفي فبل التعادل سلبيا في العاصمة اللاتفية ريغا في السابع عشر من أغسطس 2005، كما تمكن المنتخب الروسي من تدعيم موقفه بفوزين متتاليين على لوكسمبورغ وليختنشتاين وتعادل سلبي مع البرتغال المتصدر في موسكو ليدخل المنتخب الروسي مباراته الأخيرة ولا بديل أمامه عن الفوز على المنتخب السلوفاكي في براتيسلافا وهو ما لم يتحقق بعدما ارتكن الفريقان إلى التعادل السلبي الذي صبّ لمصلحة المنتخب السلوفاكي والذي تقدم للمركز الثاني والملحق التأهيلي متفوقا على نظيره الروسي بفارق الأهداف والذي حلّ ثالثا برصيد 23 نقطة وأكبر خسارة في تاريخه الحديث بنتيجة 7-1 على يد المنتخب البرتغالي.

### يورو 2008
استقال يوري سيومن بعد فشله في الوصول بالمنتخب الروسي إلى نهائيات كأس العالم 2006 بألمانيا وبدأ الاتحاد الروسي البحث عن مديرًا فني جديد، وبدا واضحا ضرورة الاستعانة بمدرب أجنبي من أصحاب الأسماء الرنانة ذائعة الصيت، خاصة بعدما أثبت خيرة المدربين الوطنيين فشلهم في قيادة المنتخب الروسي إلى أي إنجاز يذكر على مدار أكثر من 15 عاما، في ذلك الوقت برز اسم الهولندي غوس هيدينك المدير الفني للمنتخب الأسترالي كأبرز المرشحين لتولي قيادة المنتخب الروسي خلال تصفيات يورو 2008.
جاء المنتخب الروسي في المجموعة الخامسة للتصفيات التأهيلية بصحبة منتخبات إنكلترا وكرواتيا وإسرائيل ومقدونيا وإستونيا وأندورا، من جانبه بدأ المنتخب الروسي التصفيات بداية غير مشجعة على الإطلاق بتعادلين على أرضه أمام كرواتيا سلبيا وإسرائيل بهدف لمثله ولكن سرعان ما استعاد توازنه بثلاثة انتصارات متتالية؛ الأول على المنتخب المقدوني في سكوبيه و انتصارين على إستونيا داخل وخارج أرضه جائت جميعها بنتيجة واحدة بهدفين دون رد، وفي الثاني من يونيه 2007 تغلب المنتخب الروسي على نظيرة الأندوري في سانت بطرسبورغ برباعية نظيفة بأقدام ألكسندر كيرجاكوف والذي سجل ثلاثية في حين سجّل دميتري سيتشيف هدفا رابعا للمنتخب الروسي، تلا هذا الانتصار انتصار آخر على المنتخب المقدوني بثلاثية نظيفة قبل أن يتلقى المنتخب الروسي أولى هزائمة في التصفيات على يد المنتخب الإنكليزي بثلاثية نظيفة على أرضية ويمبلي قبل لقاء العودة بالعاصمة الروسية موسكو والذي حوّل المنتخب الروسي فيه تأخره المبكر بهدف واين روني إلى فوز تاريخي على الإنكليز بهدفين أحرزهما رومان بافليوتشينكو في الوقت الذي بات فيه المنتخب الإنكليزي صاحب أقوى خط دفاع ضمن منتخبات المجموعة بأسرها، من جانبه لم يستثمر المنتخب الروسي انتصاره على الإنكليز وتعرض لهزيمة مفاجئة على يد المنتخب الإسرائيلي على ملعب رامات غان بهدفين مقابل هدف لتضعف من آمال المنتخب الروسي في التأهل والتي تعلقت بفوزه على منتخب أندورا خارج الديار في المباراة الأخيرة وهزيمة المنتخب الإنكليزي في ويمبلي على يد المنتخب الكرواتي وهو ما بات مستحيلا في ظل إقامة المباراة على أرض إنكليزية مع احتياج المنتخب الإنكليزي للتعادل فقط على أقصى تقدير وبأي نتيجة كذلك ضمان المنتخب الكرواتي للتأهل بغض النظر عن نتيجة المباراة، وبالفعل ابتسم الحظ للمنتخب الروسي والذي تمكن من ناحيته بالتغلب على منتخب أندورا بهدف نظيف أحرزه مهاجم لوكوموتيف موسكو دميتري سيتشيف وتحقيق المنتخب الكرواتي لانتصار مفاجئ على نظيره الإنكليزي بثلاثة أهداف مقابل هدفين ليتأهل المنتخب الروسي كثاني المجموعة برصيد 24 نقطة متفوقا على المنتخب الإنكليزي بنقطة واحدة والذي حل في المرتبة الثالثة برصيد 23 نقطة.
قبيل انطلاق يورو 2008 خاض المنتخب الروسي أربع مباريات ودية حيث خسر أمام رومانيا قبل أن يتغلب على كازاخستان وصربيا وليتوانيا وإن عانى خسارة بالغة خلال مباراته أمام المنتخب الصربي تمثلت في إصابة مهاجمه الأساسي بافيل بوغربنياك في اللحظات الأخيرة قبيل انطلاق البطولة وهو ما منعه من المشاركة مع منتخب بلاده.
ومع انطلاق البطولة وقع المنتخب الروسي ضمن منتخبات المجموعة الرابعة بجانب المنتخب السويدي ومنتخبي إسبانيا واليونان في تكرار مشابه لقرعة يورو 2004.

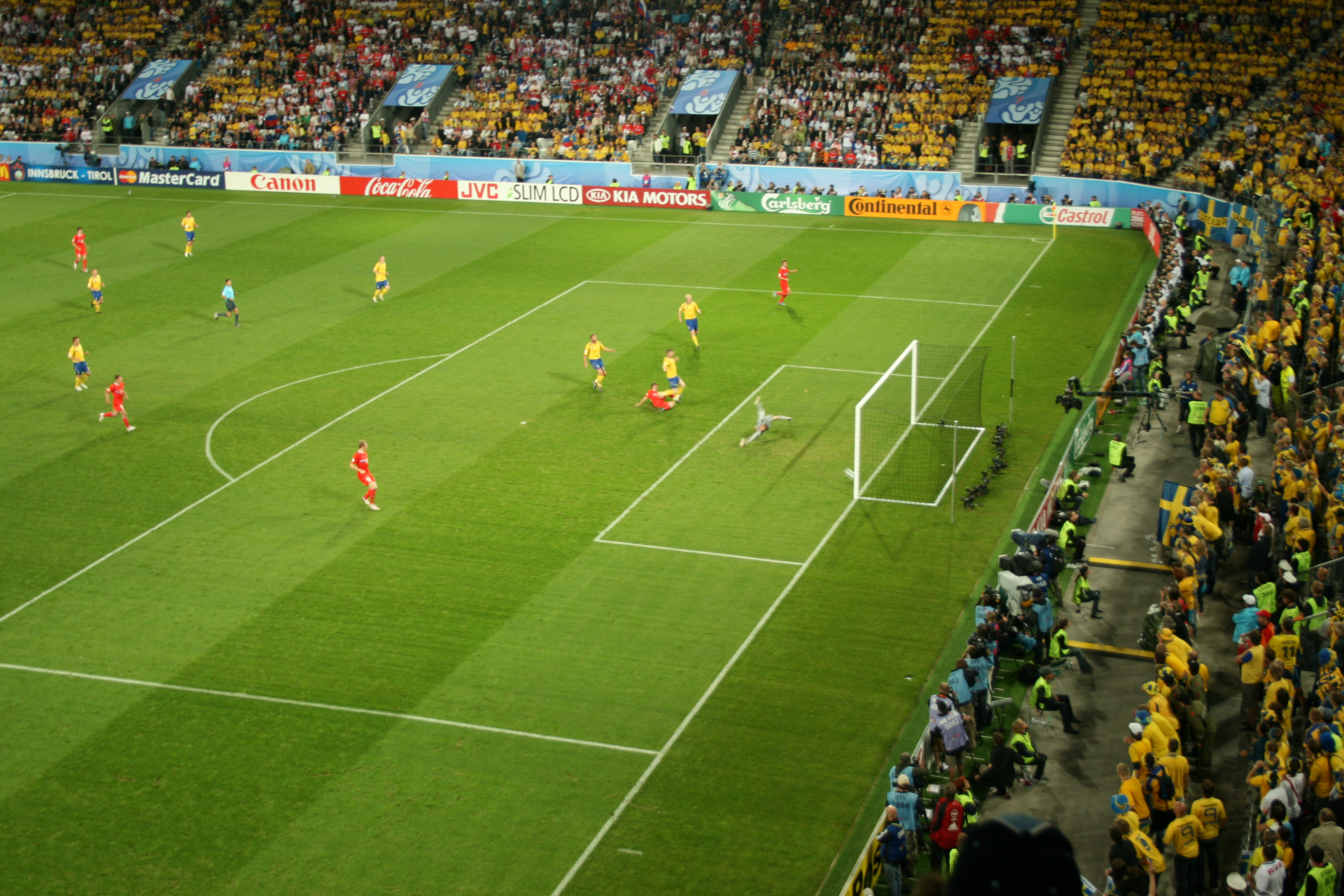
أرشافين يسجل الهدف الثاني للمنتخب الروسي في مرمى السويد، يورو 2008.

بدأ المنتخب الروسي مشواره في العاشر من يونيه في إنسبروك بهزيمة ثقيلة أمام المنتخب الإسباني بأربعة أهداف مقابل هدف أحرز دافيد فيا ثلاثة منهم بينما أحرز سيسك فابريغاس الهدف الرابع قبل أن يحرز رومان بافليوتشينكو هدفا شرفيا للمنتخب الروسي، ولكن سرعان ما انتقض المنتخب الروسي ليفوز في المباراة التالية على اليونان بهدف تظيف لكونستانتين زيريانوف وتستمر صحوة المنتخب الروسي ليحقق انتصارا جديدا خلال مباراته التالية أمام المنتخب السويدي ويتغلب عليه بهدفين نظيفين لرومان بافليوتشينكو وأندري أرشافين ليحل ثانيا خلف المنتخب الإسباني برصيد ست نقاط ويصعد للدور الربع نهائي للمرة الأولى في تاريخ الكرة الروسية الحديث.
وفي مباراة الدور ربع النهائي، التقى المنتخب الروسي بنظيره الهولندي أحد أقوى المرشحين للقب البطولة، وافتتح رومان بافليوتشينكو التسجيل بعد عشر دقائق من النصف الثاني للمباراة ليتقدم المنتخب الروسي بهدف للا شئ قبل أن يعادل رود فان نيستلروي النتيجة بإحرازه هدفا من رأسية أسكنها مرمى الحارس الروسي إيغور أكينفيف قبل أربع دقائق على نهاية الشوط الثاني والمباراة لتمتد المباراة لوقت إضافي فرض فيه الروس سيطرتهم على مجريات الأمور وبدوا أكثر تصميما على الفوز بقيادة أندري أرشافين الذي أرسل عرضية متقنة على رأس البديل دميتري توربنسكي والذي أودعها الشباك الهولندية قبل أن يتمكن أندري أرشافين نفسه من إضافة الهدف الثالث للمنتخب الروسي قبل دقائق قليلة من نهاية المباراة لتنتهي بنتيجة 3:1 لمصلحة المنتخب الروسي ليصعد للمرة الأولى في تاريخة للدور نصف النهائي لأي من المسابقات الكبرى لكرة القدم منذ تفكك الاتحاد السوفيتي، ومرة ثانية يصتدم المنتخب الروسي مع نظيره الإسباني في البطولة نفسها في واحدة من الليالي المطيرة في العاصمة النمساوية فيينا، وتمكن المنتخب الروسي من الصمود خلال شوط المباراة الأول والذي خرج سلبيا لينقلب الحال في الشوط الثاني عندما افتتح تشافي هيرنانديز التسجيل مع بداية النصف الثاني من المباراة قبل أن يضيفا دانييل غويزا وديفيد سيلفا هدفين آخرين لتنتهي المباراة بثلاثية نظيفة لمصلحة المنتخب الإسباني.

### التصفيات التأهيلية لكأس العالم 2010

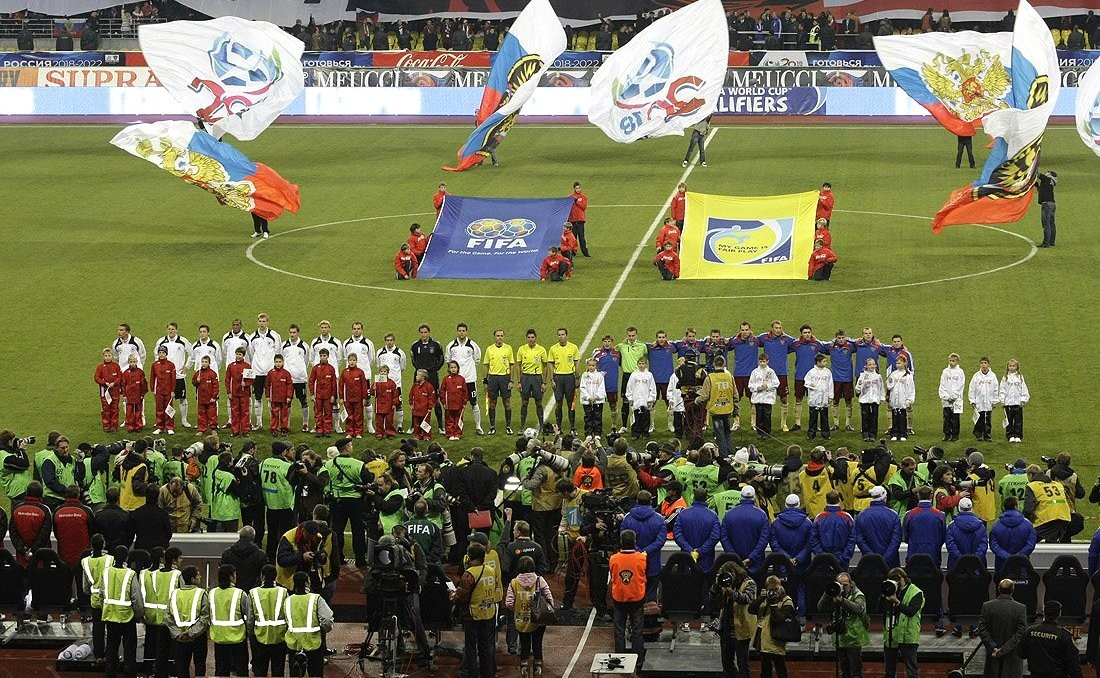
المراسم الافتتاحية قبل انطلاق مباراة روسيا وألمانيا في التصفيات المؤهلة لكأس العالم 2010.

بعث الأداء الروسي خلال نهائيات يورو 2008 الآمال في نفوس متابعي وعشاق الكرة الروسية والتي تلخصت في بلوغ المنتخب الروسي نهائيات المونديال العالمي بجنوب أفريقيا عام 2010، وسُحبت قرعة التصفيات الأوروبية لكأس العالم في مدينة ديربان في جنوب أفريقيا والتي أوقعت المنتخب الروسي في المجموعة الرابعة من للتصفيات التأهيلية بجانب منتخبات ألمانيا وويلز وفنلندا وأذربيجان وليختنشتاين حيث افتتح المنتخب الروسي مشوار التصفيات بفوز على ويلز بهدفين مقابل هدف تلاه هزيمة خارج الديار على يد المنتخب الألماني بالنتيجة نفسها في مباراة متقلبة الأجواء أدى المنتخب الروسي خلالها بصورة مقنعة عززت من آمال منافسيه في الوصول للنهائيات العالمية بعد غياب دام ثمان سنوات، بعده التقى المنتخب الروسي بنظيره الفنلندي الذي نجح قبل جولتين في إيقاف التقدم الألماني بتعادل مثير في هيلسنكي بثلاثة أهداف لكل منهما، وبالفعل تمكن الروس من تحقيق فوز مريح بثلاثية نظيفة بينهما هدفين عكسيين، واستمرت صحوة المنتخب الروسي على أرضه بانتصار آخر على أذربيجان بهدفين دون رد سجلهما رومان بافليوتشينكو وكونستانتين زيريانوف، بعدها بأربعة أيام قاد زيريانوف المنتخب الروسي لانتصار جديد على منتخب ليختنشتاين بهدف نظيف خلال المباراة التي جمعت بينهما في العاصمة فادوز، ولم تقف الانتصارات الروسية عند هذا الحد حيث تمكن الروس من تحقيق انتصار آخر خارج الديار على المنتخب الفنلندي بنتيجة مماثلة لمباراة الذهاب التي جمعت الفريقين؛ حيث تمكن كيرزاكوف من إحراز هدفين قبل أن يضيف زيريانوف الهدف الثالث لمنتخب بلاده، وانهالت عبارات الثناء على غوس هيدينك خاصة مع الاستعانة بكيرجاكوف والذي أظهر مردودًا جيدًا في أولى مشاركاته، ولم تقف الانتصارات الروسية عند هذا الحد، بل كان المنتخب الروسي على موعد مع ثلاثية جديدة داخل الديار وتحديدا في سانت بطرسبرغ عندما التقى بمنتخب ليختنشتاين عن طريق تسديدة بعيدة المدى من فاسيلي بيريزوتسكي وركلتي جزاء سجلهما رومان بافليوتشينكو، بعدها انطلق المنتخب الروسي للعاصمة كارديف في موعد جديد مع الانتصارات والذي أتى بثلاثية جديدة مقابل هدف وحيد لأصحاب الأرض أحرزهم إيغور سيمشوف وسيرغي إيغناشيفيتش قبل أن يضيف رومان بافليوتشينكو الهدف الثالث للجانب الروسي في الدقيقة الأخيرة من المباراة، ومع تعادل منتخبي فنلندا وليختنشتاين إيجابيًا بهدف لكل منهما في اليوم نفسه ضمن المنتخب الروسي موقعًا في الملحق التأهيلي على أقل تقدير قبل مرحلتين من نهاية التصفيات التأهيلية ومن ثم تفرّغ المنتخب الروسي للاستعداد لمباراته المرتقبة مع المنتخب الألماني على زعامة المجموعة والتي تقرر لها عشية 10 أكتوبر 2009 في العاصمة الروسية موسكو؛ دخل المنتخب الروسي المباراة في المرتبة الثانية بالمجموعة برصيد 21 نقطة مقابل 22 نقطة للمنتخب الألماني صاحب المركز الأول، ووضع الفريقان نقاط المباراة الثلاثة هدفا أمامها خاصة وفوز ألمانيا بالمباراة يضمن لها التأهل للنهائيات قبل مباراتها الأخيرة أمام فنلندا في حين يدفع الفوز المنتخب الروسي خطوة نحو التأهل المباشر للنهائيات العالمية شريطة تحقيق الفوز خارج الديار على المنتخب الأذربيجاني، وتحطمت الآمال الروسية على صخرة الماكينات الألمانية بعد انتهاء المباراة التي حضرها قرابة 84,500 مشجع لمصلحة الضيوف بهدف نظيف أحرزه ميروسلاف كلوزه في الدقيقة 35 من عمر اللقاء ليتأهل المنتخب الألماني مباشرة لجنوب إفريقيا في حين تحول المنتخب الروسي للملحق التأهيلي قبل مباراته الأخيرة مع أمام المنتخب الأذربيجاني والتي جرت أحداثها في العاصمة باكو وانتهت بتعادل الفريقين إيجابيًا بهدف لكل منهما تقدم خلالها المنتخب الروسي بهدف لقائده أندري أرشافين قبل أن يعادل أصحاب الأرض النتيجة بعد عشر دقائق فقط من انطلاق النصف الثاني من المباراة.
سُحبت قرعة الملحق التأهيلي الأوروبي في التاسع عشر من أكتوبر 2009 يمدينة زيورخ السويسرية والتي أسفرت عن ملاقاة المنتخب الروسي لنظيره السلوفيني، وجرت أحداث مباراة الذهاب في العاصمة الروسية موسكو، وتمكن المنتخب الروسي من التقدم بهدفين للاعب الجناح دينييار بيلياليتدينوف حتى دقيقتين من نهاية عمر اللقاء والتي شهدت تسجيل المنتخب السلوفيني لهدفه عن طريق اللاعب نييتش بيتشنيك لتنتهي المباراة بهدفين مقابل هدف لمصلحة المنتخب الروسي وهو ما أضعف آماله في الوصول للنهائيات على الرغم من حاجته للتعادل على أقصى تقدير أو الهزيمة بفارق هدف واحد ونتيجة غير 1:0 أو 2:1 قبيل أربعة أيام من لقاء العودة بمدينة ماريبور السلوفينية، وعلى الرغم من ذلك لم يتمكن المنتخب الروسية من الحفاظ على تقدمه خلال مباراة الذهاب ليخسر المباراة بهدف نظيف أحرزه زلاتكو ديديتش قبل دقيقة واحدة من نهاية الشوط الأول ليفشل المنتخب الروسي في التأهل لكأس العالم للمرة الثالثة على التوالي بعد تفوق المنتخب السلوفيني 3-2 في مجموع اللقائين بحسب قاعدة الهدف الاعتباري خارج الديار بعد نهاية المبارتين بنتيجة إجمالية 2-2.
وفي 13 فبراير 2010 أعلن الهولندي غوس هيدينك المدير الفني للمنتخب الروسي عن عدم نيته للاستمرار في منصبه بعد انتهاء مدة تعاقده بنهاية يونيه من العام نفسه.

### يورو 2012
| مالافيف أنيوكوف أ. بيريزوتسكي إيغناشيفيتش جيركوف دينيسوف دزاغويف شيروكوف زيريانوف أرشافين (ق) كيرجاكوف |
| التشكيل الأساسي خلال يورو 2012.                                                                        |

ومع التأكد من عدم رغبة غوس هيدينك في الاستمرار مع المنتخب الوطني الروسي، سعى اتحاد اللعبة للتعاقد مع مدير فني آخر على نفس مستوى وكفائة الأخير، وبالفعل وجد ضالته في الهولندي ديك أدفوكات خاصة لتجربته التدريبية السابقة مع نادي زينيت سانت بطرسبرغ خلال الفترة ما بين 2006 و2009 والذي توجها بإحراز لقب كأس الاتحاد الأوروبي موسم 2007-2008 والسوبر الأوروبية عام 2008، وتعاقد الاتحاد الروسي مع مديره الفني الجديد في مايو 2010 لقيادة المنتخب الروسي خلال التصفيات المؤهلة ليورو 2012 والبطولة نفسها وكذلك التصفيات المؤهلة لكأس العالم 2014 وذلك من خلال عقد أبرمه الجانبان لمدة أربع سنوات دون الإعلان عن المقابل المادي والذي قٌدّر بأقل من ستة ملايين جنيه إسترليني بعد خصم الضرائب المستحقة وهو ما كان يتقاضاه سابقه، ولم يتم تقديمه رسميًا لوسائل الإعلام فبل مطلع يوليو من العام نفسه.
سُحبت قرعة التصفيات التأهيلية للبطولة في السابع من فبراير 2010 في قصر الثقافة والعلوم بالعاصمة البولندية وارسو والتي أوقعت المنتخب الروسي في المجموعة الثانية إلى جانب منتخبات جمهورية أيرلندا وأرمينيا وسلوفاكيا ومقدونيا وأندورا، وبدأ المنتخب الروسي مشواره بفوز منطقى خارج الديار على منتخب أندورا بهدفين نظيفين لمهاجمه بافيل بوغربنياك قبل أن يتعرض لخسارة مفاجئة على أرضه ووسط جماهيره أمام المنتخب السلوفاكي بهدف نظيف في الجولة الثانية من التصفيات وهو الخسارة الوحيدة التي مني بها الجانب الروسي خلال مشواره، بعدها تمكن من إحراز انتصارين متتاليين؛ الأول خارج الديار على المنتخب الأيرلندي، منافسه الأساسي على زعامة المجموعة، بثلاثة أهداف مقابل هدفين بعدما ظل متقدما بثلاثية نظيفة حتى ثلاث عشرة دقيقة فقط على نهاية اللقاء عن طريق لاعبيه ألكسندر كيرجاكوف وألان دزاغويف ورومان شيروكوف فبل أن يتمكن أصحاب الأرض من إحراز هدفين متتاليين، ثم تبعه بانتصار آخر خارج الديار على المنتخب المقدوني بهدف نظيف لكيرجاكوف قبل أن يتعادل سلبيا مع المنتخب الأرميني على أرض الأخير، بعدها عاد المنتخب لذاكرة الانتصارات ليحقق انتصارين متتاليين على أرضه؛ جاء الأول على حساب المنتخب الأرميني بثلاثة أهداف مقابل هدف أحرز جميعها رومان بافليوتشينكو ثم انتصر مجددًا على المنتخب المقدوني بنفس نتيجة مباراة الذهاب بهدف لإيغور سيمشوف بعدها استضاف المنتخب الأيرلندي في العاصمة موسكو خلال المباراة التي انتهت بالتعادل السلبي بين الفريقين، بعدها غادر المنتخب الروسي إلى مدينة زيلينا السلوفاكية حيث تمكن من تعويض خسارته في مباراة الذهاب بالفوز بهدف نظيف عن طريق اللاعب ألان دزاغويف قبل ربع ساعة من انتهاء اللقاء، وفي آخر مبارياته التأهيلية تمكن المنتخب الروسي من تحقيق فوز عريض على نظيره الأندوري بسداسية نظيفة عن طريق لاعبيه ألان دزاغويف الذي تمكن من افتتاح التسجيل بعد خمس دقائق من بداية المباراة قبل تسجيل الهدف الثاني له والرابع لمنتخب بلاده في الدقيقة قبل الأخيرة من عمر الشوط الأول بالإضافة لأربعة أهداف أخرى عن طريق سيرغي إيغناشيفيتش ورومان بافليوتشينكو ودينيس غلوشاكوف ودينييار بيلياليتدينوف ليضمن المنتخب الروسي تأهله المباشر عن المجموعة بعد احتلاله المركز الأول برصيد 23 نقطة مقابل 21 نقطة لمصلحة المنتخب الأيرلندي والذي حل ثانيا.
سُحبت قرعة البطولة في العاصمة الأوكرانية كييف في الثاني من ديسمبر 2011 وهي القرعة التي كانت رحيمة بالمنتخب الروسي على غير العادة إذ أوقعته ضمن منتخبات المجموعة الأولى بصحبة المنتخب البولندي أصحاب الأرض بالإضافة لمنتخبي التشيك واليونان للمرة الثالثة على التوالي في تاريخ المنتخبين الروسي واليوناني في الأدوار النهائية للبطولة الأوروبية، وهي المجموعة الأضعف من مجموعات البطولة الأوروبية إذ لم تضم أي من القوى العظمى على الساحة الكروية الأوروبية كذلك لم تضم أي من الوجوه المعتادة للأدوار النهائية، وبات المنتخب الروسي من أقوى المرشحين للتأهل عن المجموعة خاصة بعد سلسلة العروض المبشرة خلال المباريات الودية التي خاضها قبيل انطلاق البطولة بأسابيع قليلة والتي اختتمها بفوز تاريخي على الأزوري الإيطالي بثلاثية نظيفة علاوة على مشاركته الأخيرة في البطولة نفسها، ومع انطلاق المنافسات وفي اليوم الأول للبطولة تمكن المنتخب الروسي من اكتساح نظيرة التشيكي على أرضية ستاد ميجسكي بمدينة فروتسلاو البولندية بأربعة أهداف مقابل هدف واحد في انتصار هو الأكبر في تاريخ مشاركات المنتخب الروسي بالبطولة الأوروبية بعد مباراة تألق فيها اللاعب الشاب ألان دزاغويف والذي تمكن من إحراز هدفين من الأربعة مما جعله على رأس المجموعة خاصة بعد تعادل أصحاب الأرض مع المنتخب اليوناني بهدف لمثله لتزداد آمال المنتخب الروسي في التأهل للأدوار التالية للبطولة.

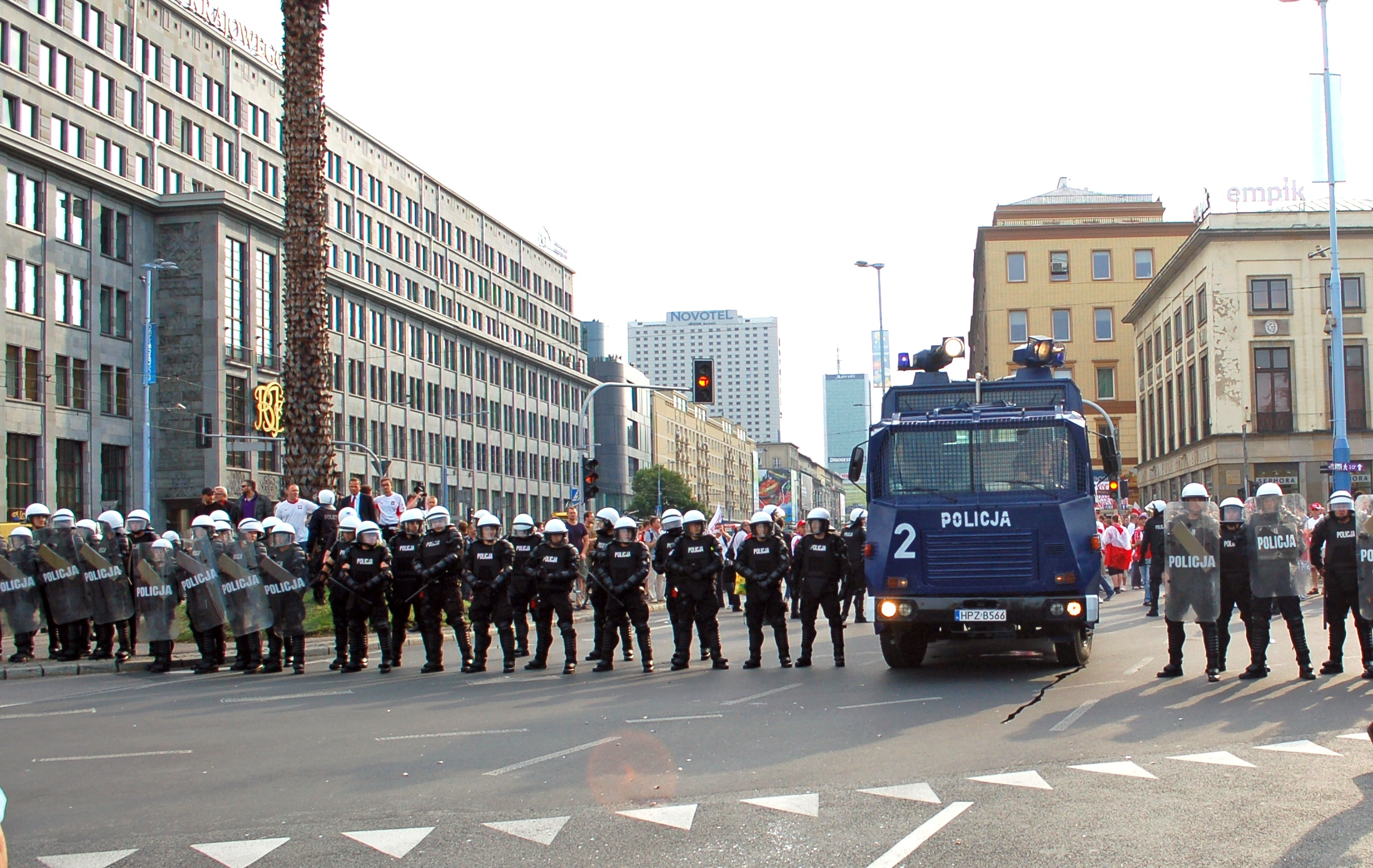
جانب من الاستعدادات الأمنية المشددة التي شهدتها العاصمة البولندية وارسو قبل انطلاق مباراة بولندا وروسيا.

وخلال الجولة الثانية بالمجموعة التقى المنتخب الروسي مع المنتخب البولندي في مباراة شهدت احتقانا شديدا على خلفية الرواسب التاريخية التي خلفتها الحرب العالمية الثانية والحقبة الشيوعية بالبلدين، وبالفعل تمكن المنتخب الروسي من التقدم عن طريق هدافه الصاعد دزاغويف قبل أن يعادل بلاشتشيكوفسكي النتيجة لأصحاب الأرض قبل انقضاء ربع ساعة من أحداث الشوط الثاني لتنتهي المباراة بالتعادل الإيجابي وسيظل المنتخب الروسي على صدارة المجموعة وإن باتت فرص تأهله معلقة بنتيجة مباراته الأخيرة أمام المنتخب اليوناني والتي احتاج المنتخب الروسي للتعادل على أقل تقدير لضمان المرور للأدوار النهائية، وفي واحدة من أسوأ مبارياته في الفترة الأخيرة عامة وأمام المنتخب اليوناني خاصة خلال النهائيات الأوروبية، خسر المنتخب الروسي مباراته الأخيرة بهدف نظيف جاء في الدقيقة الثانية من الوقت المحتسب بدلا من الضائع من أحداث الشوط الأول عن طريق جيورجوس كاراغونيس قائد المنخب اليوناني والذي انفرد بالحارس فياتشيسلاف مالافيف بعدما أخطئ سيرغي إيغناشيفيتش قلب دفاع المنتخب الروسي من التعامل مع كرة هوائية ليسددها كاراغونيس قوية على يمين الحارس معلنة تقدم المنتخب اليوناني بهدف نظيف مع نهاية أحداث الشوط الأول وهي النتيجة نفسها التي انتهت إليها المباراة بعدما فشل المنتخب الروسي من إدراك التعادل طوال الشوط الثاني والذي مثل فيه المنتخب اليوناني خطرا كبيرا على المرمى الروسي بعدما ركن إلى الدفاع واعتمد كلية على الهجمات المرتدة في ظل تردي واضح في مستوى أغلب لاعبي المنتخب الروسي وعلى رأسهم قائد الفريق أندري أرشافين وزميله بالخط الهجومي ألكسندر كيرجاكوف الذين عُقدت عليهما الكثير من الآمال للتقدم بالمنتخب الروسي لأبعد ما يكون خلال البطولة والذي على العكس أُقصي من دورها الأول بعدما تمكن المنتخب التشيكي من تحقيق انتصار ثمين على نظيره البولندي بهدف نظيف.
جدير بالذكر إنه وعلى الرغم من العقد المبرم سابقًا بين الاتحاد الروسي لكرة القدم والهولندي ديك أدفوكات لقيادة المنتخب لأربعة سنوات إلا أنه جاء إعلان الأخير عن تركه لمنصبه مع نهاية البطولة الأوروبية بنهاية يونيه 2012 خاصة بعد توقيعه على عقد لقيادة نادي آيندهوفن بداية من مطلع شهر يوليو من العام نفسه.

### كأس العالم 2018

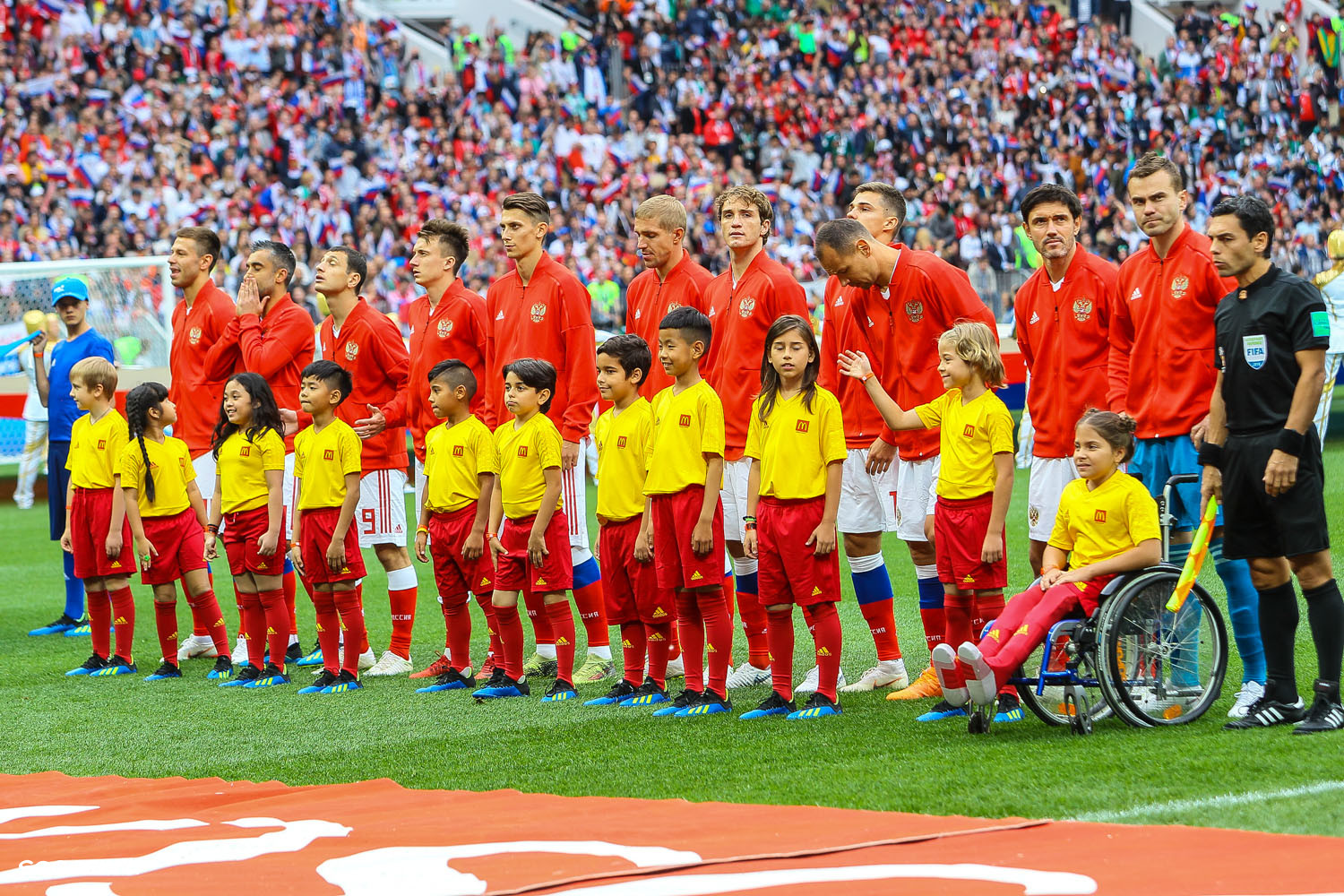
لاعبو المنتخب الروسي قبل مواجهة نظيره السعودي في افتتاح كأس العالم 2018

شارك منتخب روسيا في كأس العالم 2018 بصفته مستضيف للمونديال، وذلك في المجموعة الأولى مع كل من منتخبات السعودية ومصر والأوروغواي. فازت روسيا في مباراة المونديال الافتتاحية أمام السعودية بخمسة أهداف مقابل لا شيء، وأحرز اللاعب دينيس تشيريشيف هدفين في المباراة. وحققت كذلك فوز على منتخب مصر بثلاثة أهداف مقابل هدف أحرزه محمد صلاح من ضربة جزاء مقابل هدف لتشيريشيف وهدف للاعب أرتيم دزيوبا بالإضافة إلى هدف لأحمد فتحي في مرمى فريقه. وبعد التأهل إلى دور الستة عشر تواجه المنتخب مع منتخب أسبانيا واقتنص منه فوز في الضربات الترجيحية بعد تعادل 1-1 بهدف لسيرجي إجنافيتش في مرماه وهدف أحرزه أرتيم دزيوبا وذلك قبل انتهاء الشوط الأول من وقت المباراة الأصلي. وخرج المنتخب الروسي من بطولة كأس العالم بعد خسارته من كرواتيا بالضربات الترجيحية بعد تعادل 2-2. وكانت المواجهة هي الثالثة بين المنتخبين واثنين منهما انتهيا بالتعادل السلبي في تصفيات يورو 2008، وفازت كرواتيا في المواجهة الثالثة في لقاء ودي في نوفمبر 2015 بنتيجة 3-1. وبالرغم من خسارة المنتخب الروسي وكونه الدولة المستضيفة إلا أن هذه هي المرة الأولى التي تصل فيها روسيا إلى دور ربع النهائي منذ انحلال الاتحاد السوفيتي ولذلك كانت ردود فعل المشجعين الروس وغيرهم إيجابية جدا تجاه أداء المنتخب الروسي في المونديال.

## الزي الرسمي
بعد تفكك الاتحاد السوفيتي سعى اتحاد روسيا لكرة القدم للبحث عن شخصية مستقلة والخروج من الحقبة السوفيتية كمنتخب مستقل عن سابقه، بدأ ذلك بالتخلي عن اللون الأحمر المميز للمنتخب السوفيتي واستبداله بقميص أبيض بزركشة حمراء على الكتف وشورت سماوي اللون مع جوارب حمراء ليعكس ألوان العلم الروسي الجديد، ومع ذلك عاد المنتخب الروسي للونه الأحمر المميز خلال العقد الأول من الألفية الجديدة بعدما تم اعتماد اللون الأحمر رسميا كلون أساسي للزي الاحتياطي للمنتخب الروسي والذي دام تفضيله عن الزي الأساسي أبيض اللون حتى في المباريات التي لم يكن للمنتخب الروسي حاجة لللعب بألوانه الإحتياطية.
وخلال التصفيات التأهيلية لبطولة كأس الأمم الأوروبية 1996 (يورو 1996) تعهدت شركة ريبوك الأمريكية بملابس المنتخب الروسي والذي ظهر بقميص أبيض وشورت أزرق وجوارب حمراء مقابل زي إحتياطي أبيض بالكامل مع جوارب حمراء، ومع نهاية البطولة تعاقد الاتحاد الروسي مع شركة نايكي الأمريكية العالمية لتقديم زي المنتخب الروسي حتى عام 2008 قدمت خلالهم الشركة أكثر من سبعة أزياء مختلفة للمنتخب الروسي شهدت خلالها عودة اللون الأحمر كلون رئيسي للزي الأساسي للمنتخب عام 2006 لأول مرة منذ تفكك المنتخب السوفيتي.
وبحلول 1 سبتمبر 2008 وقّع الاتحاد الروسي عقدًا للرعاية مع شركة أديداس الألمانية العالمية لمدة ثماني سنوات بقية مائة مليون دولار، والتي قامت بتصميم زيٍ جديد فريد بألوانه تتضمن جوارب ذهبية اللون بالإضافة إلى قميص وشورت كستنائي اللون بخلاف الزي الإحتياطي الأبيض بالكامل وذلك حتى عام 2011 والذي شهد عودة اللون الأحمر مرة أخرى كلون رئيسي للزي الأساسي بصورة كاملة مع رسم للعلم الروسي ونجوم باللون الأحمر الداكن على الصدر. 

### تاريخ الزي الرسمي

#### الزي الأساسي
| 1998 - 2002 | كأس العالم 2002 | 2002 - 2003 | 2004 - 2005 | 2006 - 2007 | 2007 | يورو 2008 | 2008 | 2009 | 2010 | 2011 |  |

#### الزي الاحتياطي
| 1998 - 2002 | كأس العالم 2002 | 2002 - 2003 | 2004 - 2005 | 2006 - 2007 | 2007 | يورو 2008 | 2008 | 2009 | 2010 | 2011 |  |

### تاريخ الشعار
مع تغيير الزي الرسمي للمنتخب، تبدّل الشعار هو الآخر عدة مرات ولكن على الرغم من ذلك دائمًا ما دار الشعار في فلك الشعار الرسمي للدولة والذي يمثله عقاب مزدوج الرأس باسط جناحيه وهو الشعار الرسمي للدولة منذ باكورة أيام الإمبراطورية الروسية والذي اتخذته شعارًا رسميا لها بعد فتح القسطنطينية وزوال الإمبراطورية البيزنطية في القرن الخامس عشر الميلادي، كما أُضيف للشعار كرة قدم والتي ترمز للعبة ذاتها.

الشعار الأول للمنتخب الروسي منذ عام 1992 وحتى عام 1995.
شعار المنتخب الروسي خلال يورو 1996 واستخدم الشعار نفسه بكتابة روسية حتى عام 1997.
شعار المنتخب الروسي منذ عام 1998 وحتى عام 2007.
شعار المنتخب الروسي خلال يورو 2008 وهو نفس شعار الدولة دون تغيير واستمر شعارا للمنتخب حتى عام 2010.
الشعار الحالي للمنتخب الروسي منذ عام 2011 وحتى الآن.

## سجل المباريات
بحلول الربع الأخير من عام 2012 تخطى المنتخب الروسي حاجز الـ600 مباراة دولية في تاريخه الممتد منذ عام 1911 تحت اسم منتخب الإمبراطورية الروسية لكرة القدم الذي شارك في دورة الألعاب الأوليمبية الصيفية عام 1912 وحتى آخر مبارياته الدولية في 16 يونيه 2012، مرورًا بالمنتخب السوفيتي منذ عام 1914 وحتى عام 1991 وأخيرا منتخب اتحاد الدول المستقلة المشارك في كأس الأمم الأوروبية 1992، والقائمة التالية تضم المباريات الدولية الخاصة بالمنتخب الروسي وحده منذ عام 1992 بحسب إحصائيات الاتحاد الروسي لكرة القدم.
النتائج الإجمالية:
| ل   | ف   | ت   | هـ  | له   | عليه | الفارق |
| 613 | 323 | 158 | 132 | 1064 | 592  | +472   |

| الخصم                    | ل  | ف | ت | هـ | له | عليه | الفارق | ملاحظات                     |
| أذربيجان                 | 2  | 1 | 1 | 0  | 3  | 1    | +2     | مباريات سابقة مع الخصم نفسه |
| أرمينيا                  | 4  | 3 | 1 | 0  | 8  | 1    | +7     | مباريات سابقة مع الخصم نفسه |
| ألبانيا                  | 2  | 1 | 0 | 1  | 5  | 4    | +1     | مباريات سابقة مع الخصم نفسه |
| ألمانيا                  | 5  | 0 | 1 | 4  | 3  | 9    | –6     | مباريات سابقة مع الخصم نفسه |
| أندورا                   | 6  | 6 | 0 | 0  | 21 | 2    | +19    | مباريات سابقة مع الخصم نفسه |
| الأوروغواي               | 0  | 0 | 1 | 0  | 1  | 1    | 0      | مباريات سابقة مع الخصم نفسه |
| أوكرانيا                 | 2  | 0 | 1 | 1  | 3  | 4    | –1     | مباريات سابقة مع الخصم نفسه |
| أيرلندا الشمالية         | 1  | 1 | 0 | 0  | 2  | 0    | +2     | مباريات سابقة مع الخصم نفسه |
| آيسلندا                  | 5  | 3 | 1 | 1  | 6  | 2    | +4     | مباريات سابقة مع الخصم نفسه |
| إسبانيا                  | 5  | 0 | 1 | 4  | 1  | 9    | –8     | مباريات سابقة مع الخصم نفسه |
| إستونيا                  | 5  | 3 | 1 | 1  | 10 | 3    | +7     | مباريات سابقة مع الخصم نفسه |
| إسرائيل                  | 9  | 3 | 3 | 3  | 14 | 12   | +2     | مباريات سابقة مع الخصم نفسه |
| إسكتلندا                 | 2  | 0 | 2 | 0  | 1  | 1    | 0      | مباريات سابقة مع الخصم نفسه |
| السلفادور                | 1  | 1 | 0 | 0  | 2  | 1    | +1     | مباريات سابقة مع الخصم نفسه |
| إنجلترا                  | 2  | 1 | 0 | 1  | 2  | 4    | –2     | مباريات سابقة مع الخصم نفسه |
| إيران                    | 1  | 0 | 0 | 1  | 0  | 1    | –1     | مباريات سابقة مع الخصم نفسه |
| إيطاليا                  | 5  | 1 | 1 | 3  | 5  | 6    | –1     | مباريات سابقة مع الخصم نفسه |
| الأرجنتين                | 1  | 0 | 0 | 1  | 2  | 3    | –1     | مباريات سابقة مع الخصم نفسه |
| الإمارات العربية المتحدة | 1  | 1 | 0 | 0  | 1  | 0    | +1     | مباريات سابقة مع الخصم نفسه |
| البرازيل                 | 4  | 0 | 1 | 3  | 3  | 10   | –7     | مباريات سابقة مع الخصم نفسه |
| البرتغال                 | 3  | 0 | 1 | 2  | 1  | 9    | –8     | مباريات سابقة مع الخصم نفسه |
| الدنمارك                 | 1  | 1 | 0 | 0  | 2  | 0    | +2     | مباريات سابقة مع الخصم نفسه |
| السعودية                 | 1  | 0 | 0 | 1  | 2  | 4    | −2     | مباريات سابقة مع الخصم نفسه |
| السويد                   | 4  | 1 | 1 | 2  | 4  | 5    | –1     | مباريات سابقة مع الخصم نفسه |
| الكاميرون                | 2  | 1 | 1 | 0  | 6  | 1    | +5     | مباريات سابقة مع الخصم نفسه |
| المجر                    | 3  | 2 | 1 | 0  | 7  | 2    | +5     | مباريات سابقة مع الخصم نفسه |
| المكسيك                  | 2  | 2 | 0 | 0  | 6  | 1    | +5     | مباريات سابقة مع الخصم نفسه |
| النرويج                  | 1  | 0 | 0 | 1  | 2  | 3    | –1     | مباريات سابقة مع الخصم نفسه |
| النمسا                   | 2  | 1 | 1 | 0  | 3  | 0    | +3     | مباريات سابقة مع الخصم نفسه |
| الولايات المتحدة         | 4  | 2 | 2 | 0  | 4  | 1    | +3     | مباريات سابقة مع الخصم نفسه |
| اليابان                  | 1  | 0 | 0 | 1  | 0  | 1    | –1     | مباريات سابقة مع الخصم نفسه |
| اليونان                  | 11 | 4 | 5 | 2  | 14 | 10   | +4     | مباريات سابقة مع الخصم نفسه |
| بلجيكا                   | 3  | 0 | 1 | 2  | 2  | 5    | –3     | مباريات سابقة مع الخصم نفسه |
| بلغاريا                  | 4  | 2 | 1 | 1  | 7  | 5    | +2     | مباريات سابقة مع الخصم نفسه |
| بولندا                   | 4  | 1 | 2 | 1  | 6  | 6    | 0      | مباريات سابقة مع الخصم نفسه |
| بيلاروس                  | 3  | 1 | 2 | 0  | 4  | 2    | +2     | مباريات سابقة مع الخصم نفسه |
| تركيا                    | 2  | 2 | 0 | 0  | 2  | 0    | +2     | مباريات سابقة مع الخصم نفسه |
| تونس                     | 1  | 1 | 0 | 0  | 2  | 0    | +2     | مباريات سابقة مع الخصم نفسه |
| جزر فارو                 | 4  | 4 | 0 | 0  | 12 | 2    | +10    | مباريات سابقة مع الخصم نفسه |
| جمهورية أيرلندا          | 7  | 3 | 3 | 1  | 10 | 7    | +3     | مباريات سابقة مع الخصم نفسه |
| جمهورية التشيك           | 2  | 1 | 1 | 0  | 7  | 4    | +3     | مباريات سابقة مع الخصم نفسه |
| مقدونيا                  | 4  | 4 | 0 | 0  | 7  | 0    | +7     | مباريات سابقة مع الخصم نفسه |
| جورجيا                   | 3  | 1 | 1 | 1  | 4  | 3    | +1     | مباريات سابقة مع الخصم نفسه |
| رومانيا                  | 2  | 1 | 0 | 1  | 4  | 5    | –1     | مباريات سابقة مع الخصم نفسه |
| ساحل العاج               | 1  | 0 | 1 | 0  | 1  | 1    | 0      |                             |
| سان مارينو               | 2  | 2 | 0 | 0  | 11 | 0    | +11    | مباريات سابقة مع الخصم نفسه |
| سلوفاكيا                 | 7  | 2 | 3 | 2  | 6  | 6    | 0      | مباريات سابقة مع الخصم نفسه |
| سلوفينيا                 | 5  | 2 | 1 | 2  | 7  | 6    | +1     | مباريات سابقة مع الخصم نفسه |
| سويسرا                   | 5  | 4 | 1 | 0  | 13 | 4    | +9     | مباريات سابقة مع الخصم نفسه |
| صربيا ( يوغوسلافيا)      | 9  | 4 | 4 | 1  | 9  | 6    | +3     | مباريات سابقة مع الخصم نفسه |
| فرنسا                    | 5  | 2 | 1 | 2  | 7  | 8    | –1     | مباريات سابقة مع الخصم نفسه |
| فنلندا                   | 4  | 4 | 0 | 0  | 15 | 1    | +14    | مباريات سابقة مع الخصم نفسه |
| قبرص                     | 3  | 2 | 1 | 0  | 6  | 1    | +5     | مباريات سابقة مع الخصم نفسه |
| قطر                      | 2  | 1 | 1 | 0  | 6  | 3    | +3     | مباريات سابقة مع الخصم نفسه |
| كازاخستان                | 1  | 1 | 0 | 0  | 6  | 0    | +6     | مباريات سابقة مع الخصم نفسه |
| كرواتيا                  | 2  | 0 | 2 | 0  | 0  | 0    | 0      | مباريات سابقة مع الخصم نفسه |
| لاتفيا                   | 4  | 3 | 1 | 0  | 7  | 2    | +5     | مباريات سابقة مع الخصم نفسه |
| لوكسمبورغ                | 8  | 8 | 0 | 0  | 27 | 2    | +25    | مباريات سابقة مع الخصم نفسه |
| ليتوانيا                 | 3  | 2 | 1 | 0  | 8  | 4    | +4     | مباريات سابقة مع الخصم نفسه |
| ليختنشتاين               | 4  | 4 | 0 | 0  | 8  | 1    | +7     | مباريات سابقة مع الخصم نفسه |
| مالطا                    | 1  | 1 | 0 | 0  | 2  | 0    | +2     | مباريات سابقة مع الخصم نفسه |
| مولدوفا                  | 1  | 1 | 0 | 0  | 1  | 0    | +1     | مباريات سابقة مع الخصم نفسه |
| هولندا                   | 3  | 1 | 1 | 1  | 5  | 6    | –1     | مباريات سابقة مع الخصم نفسه |
| ويلز                     | 4  | 3 | 1 | 0  | 6  | 2    | +4     | مباريات سابقة مع الخصم نفسه |

## سجل البطولات

### كأس العالم
- من 1930 حتى 1990 ممثلا في  الاتحاد السوفيتي
- من 1994 حتى الآن ممثلا في  روسيا

| إحصائيات كأس العالم      | إحصائيات كأس العالم                            | إحصائيات كأس العالم                            | إحصائيات كأس العالم                            | إحصائيات كأس العالم                            | إحصائيات كأس العالم                            | إحصائيات كأس العالم                            | إحصائيات كأس العالم                            | إحصائيات كأس العالم                            |                                  | إحصائيات التصفيات التأهيلية لكأس العالم | إحصائيات التصفيات التأهيلية لكأس العالم | إحصائيات التصفيات التأهيلية لكأس العالم | إحصائيات التصفيات التأهيلية لكأس العالم | إحصائيات التصفيات التأهيلية لكأس العالم | إحصائيات التصفيات التأهيلية لكأس العالم |
| السنة                    | الجولة                                         | المركز                                         | ل                                              | ف                                              | ت                                              | هـ                                             | له                                             | عليه                                           | ل                                | ف                                       | ت                                       | هـ                                      | له                                      | عليه                                    |                                         |
| كجزء من الاتحاد السوفيتي | كجزء من الاتحاد السوفيتي                       | كجزء من الاتحاد السوفيتي                       | كجزء من الاتحاد السوفيتي                       | كجزء من الاتحاد السوفيتي                       | كجزء من الاتحاد السوفيتي                       | كجزء من الاتحاد السوفيتي                       | كجزء من الاتحاد السوفيتي                       | كجزء من الاتحاد السوفيتي                       |                                  |                                         |                                         |                                         |                                         |                                         |                                         |
| ------------------------ | ---------------------------------------------- | ---------------------------------------------- | ---------------------------------------------- | ---------------------------------------------- | ---------------------------------------------- | ---------------------------------------------- | ---------------------------------------------- | ---------------------------------------------- | -------------------------------- | --------------------------------------- | --------------------------------------- | --------------------------------------- | --------------------------------------- | --------------------------------------- | --------------------------------------- |
| 1930                     | لم يشارك                                       | لم يشارك                                       | لم يشارك                                       | لم يشارك                                       | لم يشارك                                       | لم يشارك                                       | لم يشارك                                       | لم يشارك                                       |                                  |                                         |                                         |                                         |                                         |                                         |                                         |
| 1934                     | لم يشارك                                       | لم يشارك                                       | لم يشارك                                       | لم يشارك                                       | لم يشارك                                       | لم يشارك                                       | لم يشارك                                       | لم يشارك                                       |                                  |                                         |                                         |                                         |                                         |                                         |                                         |
| 1938                     | لم يشارك                                       | لم يشارك                                       | لم يشارك                                       | لم يشارك                                       | لم يشارك                                       | لم يشارك                                       | لم يشارك                                       | لم يشارك                                       |                                  |                                         |                                         |                                         |                                         |                                         |                                         |
| 1950                     | لم يشارك                                       | لم يشارك                                       | لم يشارك                                       | لم يشارك                                       | لم يشارك                                       | لم يشارك                                       | لم يشارك                                       | لم يشارك                                       |                                  |                                         |                                         |                                         |                                         |                                         |                                         |
| 1954                     | لم يشارك                                       | لم يشارك                                       | لم يشارك                                       | لم يشارك                                       | لم يشارك                                       | لم يشارك                                       | لم يشارك                                       | لم يشارك                                       |                                  |                                         |                                         |                                         |                                         |                                         |                                         |
| 1958                     | ربع النهائي                                    | السابع                                         | 5                                              | 2                                              | 1                                              | 2                                              | 5                                              | 6                                              | 5                                | 4                                       | 0                                       | 1                                       | 18                                      | 3                                       |                                         |
| 1962                     | ربع النهائي                                    | السادس                                         | 4                                              | 2                                              | 1                                              | 1                                              | 9                                              | 7                                              | 4                                | 4                                       | 0                                       | 0                                       | 11                                      | 3                                       |                                         |
| 1966                     | تحديد المركز الثالث                            | الرابع                                         | 6                                              | 4                                              | 0                                              | 2                                              | 10                                             | 6                                              | 6                                | 5                                       | 0                                       | 1                                       | 19                                      | 6                                       |                                         |
| 1970                     | ربع النهائي                                    | الخامس                                         | 4                                              | 2                                              | 1                                              | 1                                              | 6                                              | 2                                              | 4                                | 3                                       | 1                                       | 0                                       | 8                                       | 1                                       |                                         |
| 1974                     | استُبعد                                         | استُبعد                                         | استُبعد                                         | استُبعد                                         | استُبعد                                         | استُبعد                                         | استُبعد                                         | استُبعد                                         | 5                                | 3                                       | 1                                       | 1                                       | 5                                       | 2                                       |                                         |
| 1978                     | لم يتأهل                                       | لم يتأهل                                       | لم يتأهل                                       | لم يتأهل                                       | لم يتأهل                                       | لم يتأهل                                       | لم يتأهل                                       | لم يتأهل                                       | 4                                | 2                                       | 0                                       | 2                                       | 5                                       | 3                                       |                                         |
| 1982                     | دور المجموعات الثاني                           | السابع                                         | 5                                              | 2                                              | 2                                              | 1                                              | 7                                              | 4                                              | 8                                | 6                                       | 2                                       | 0                                       | 20                                      | 2                                       |                                         |
| 1986                     | دور الـ16                                      | العاشر                                         | 4                                              | 2                                              | 1                                              | 1                                              | 12                                             | 5                                              | 8                                | 4                                       | 2                                       | 2                                       | 13                                      | 8                                       |                                         |
| 1990                     | دور المجموعات                                  | السابع عشر                                     | 3                                              | 1                                              | 0                                              | 2                                              | 4                                              | 4                                              | 8                                | 4                                       | 3                                       | 1                                       | 11                                      | 4                                       |                                         |
| بصفتها روسيا             |                                                |                                                |                                                |                                                |                                                |                                                |                                                |                                                |                                  |                                         |                                         |                                         |                                         |                                         |                                         |
| 1994                     | دور المجموعات                                  | الثامن عشر                                     | 3                                              | 1                                              | 0                                              | 2                                              | 7                                              | 6                                              | 8                                | 5                                       | 2                                       | 1                                       | 15                                      | 4                                       |                                         |
| 1998                     | لم يتأهل                                       | لم يتأهل                                       | لم يتأهل                                       | لم يتأهل                                       | لم يتأهل                                       | لم يتأهل                                       | لم يتأهل                                       | لم يتأهل                                       | 8                                | 3                                       | 3                                       | 2                                       | 13                                      | 7                                       |                                         |
| 2002                     | دور المجموعات                                  | الثاني والعشرون                                | 3                                              | 1                                              | 0                                              | 2                                              | 4                                              | 4                                              | 10                               | 7                                       | 2                                       | 1                                       | 18                                      | 5                                       |                                         |
| 2006                     | لم يتأهل                                       | لم يتأهل                                       | لم يتأهل                                       | لم يتأهل                                       | لم يتأهل                                       | لم يتأهل                                       | لم يتأهل                                       | لم يتأهل                                       | 12                               | 6                                       | 5                                       | 1                                       | 23                                      | 12                                      |                                         |
| 2010                     | لم يتأهل                                       | لم يتأهل                                       | لم يتأهل                                       | لم يتأهل                                       | لم يتأهل                                       | لم يتأهل                                       | لم يتأهل                                       | لم يتأهل                                       | 12                               | 8                                       | 1                                       | 3                                       | 21                                      | 8                                       |                                         |
| 2014                     | دور المجموعات                                  | الرابع والعشرون                                | 3                                              | 0                                              | 2                                              | 1                                              | 2                                              | 3                                              |                                  |                                         |                                         |                                         |                                         |                                         |                                         |
| 2018                     | ربع النهائي                                    | الخامس                                         | 5                                              | 2                                              | 2                                              | 1                                              | 11                                             | 7                                              | تأهل مباشرة بصفته الدولة المضيفة | تأهل مباشرة بصفته الدولة المضيفة        | تأهل مباشرة بصفته الدولة المضيفة        | تأهل مباشرة بصفته الدولة المضيفة        | تأهل مباشرة بصفته الدولة المضيفة        | تأهل مباشرة بصفته الدولة المضيفة        |                                         |
| 2022                     | اٌستبعد من التصفيات بسبب الغزو الروسي لأوكرانيا | اٌستبعد من التصفيات بسبب الغزو الروسي لأوكرانيا | اٌستبعد من التصفيات بسبب الغزو الروسي لأوكرانيا | اٌستبعد من التصفيات بسبب الغزو الروسي لأوكرانيا | اٌستبعد من التصفيات بسبب الغزو الروسي لأوكرانيا | اٌستبعد من التصفيات بسبب الغزو الروسي لأوكرانيا | اٌستبعد من التصفيات بسبب الغزو الروسي لأوكرانيا | اٌستبعد من التصفيات بسبب الغزو الروسي لأوكرانيا |                                  |                                         |                                         |                                         |                                         |                                         |                                         |
| 2026                     | لم يتحدد بعد                                   | لم يتحدد بعد                                   | لم يتحدد بعد                                   | لم يتحدد بعد                                   | لم يتحدد بعد                                   | لم يتحدد بعد                                   | لم يتحدد بعد                                   | لم يتحدد بعد                                   |                                  |                                         |                                         |                                         |                                         |                                         |                                         |
| المجموع                  | المركز الرابع                                  | 9/19                                           | 45                                             | 19                                             | 10                                             | 16                                             | 77                                             | 54                                             | 105                              | 66                                      | 22                                      | 17                                      | 207                                     | 70                                      |                                         |

### كأس الأمم الأوروبية
- 1960 حتى 1992 ممثلًا في  الاتحاد السوفيتي
- تم استبدال منتخب الاتحاد السوفيتي بمنتخب  رابطة الدول المستقلة قبل انطلاق يورو 1992
- 1992 حتى الآن ممثلًا في  روسيا

| إحصائيات كأس الأمم الأوروبية | إحصائيات كأس الأمم الأوروبية | إحصائيات كأس الأمم الأوروبية | إحصائيات كأس الأمم الأوروبية | إحصائيات كأس الأمم الأوروبية | إحصائيات كأس الأمم الأوروبية | إحصائيات كأس الأمم الأوروبية | إحصائيات كأس الأمم الأوروبية | إحصائيات كأس الأمم الأوروبية |
| السنة                        | الجولة                       | المركز                       | لعب                          | فوز                          | تعادل                        | هزيمة                        | له                           | عليه                         |
| ---------------------------- | ---------------------------- | ---------------------------- | ---------------------------- | ---------------------------- | ---------------------------- | ---------------------------- | ---------------------------- | ---------------------------- |
| 1960                         | البطل                        | الأول                        | 2                            | 2                            | 0                            | 0                            | 5                            | 1                            |
| 1964                         | الوصيف                       | الثاني                       | 2                            | 1                            | 0                            | 1                            | 4                            | 2                            |
| 1968                         | تحديد المركز الثالث          | الرابع                       | 2                            | 0                            | 1                            | 1                            | 0                            | 2                            |
| 1972                         | الوصيف                       | الثاني                       | 2                            | 1                            | 0                            | 1                            | 1                            | 3                            |
| 1976                         | لم يتأهل                     | لم يتأهل                     | لم يتأهل                     | لم يتأهل                     | لم يتأهل                     | لم يتأهل                     | لم يتأهل                     | لم يتأهل                     |
| 1980                         | لم يتأهل                     | لم يتأهل                     | لم يتأهل                     | لم يتأهل                     | لم يتأهل                     | لم يتأهل                     | لم يتأهل                     | لم يتأهل                     |
| 1984                         | لم يتأهل                     | لم يتأهل                     | لم يتأهل                     | لم يتأهل                     | لم يتأهل                     | لم يتأهل                     | لم يتأهل                     | لم يتأهل                     |
| 1988                         | الوصيف                       | الثاني                       | 5                            | 3                            | 1                            | 1                            | 7                            | 4                            |
| 1992                         | دور المجموعات                | الثامن                       | 3                            | 0                            | 2                            | 1                            | 1                            | 4                            |
| 1996                         | دور المجموعات                | الرابع عشر                   | 3                            | 0                            | 1                            | 2                            | 4                            | 8                            |
| 2000                         | لم يتأهل                     | لم يتأهل                     | لم يتأهل                     | لم يتأهل                     | لم يتأهل                     | لم يتأهل                     | لم يتأهل                     | لم يتأهل                     |
| 2004                         | دور المجموعات                | العاشر                       | 3                            | 1                            | 0                            | 2                            | 2                            | 4                            |
| 2008                         | نصف النهائي                  | الثالث                       | 5                            | 3                            | 0                            | 2                            | 7                            | 8                            |
| 2012                         | دور المجموعات                | التاسع                       | 3                            | 1                            | 1                            | 1                            | 5                            | 3                            |
| 2016                         | دور المجموعات                | الثالث والعشرون              | 3                            | 0                            | 1                            | 2                            | 2                            | 6                            |
| 2020                         | يحدد لاحقًا                   | يحدد لاحقًا                   | يحدد لاحقًا                   | يحدد لاحقًا                   | يحدد لاحقًا                   | يحدد لاحقًا                   | يحدد لاحقًا                   | يحدد لاحقًا                   |
| المجموع                      | لقب واحد                     | 12/16                        | 30                           | 11                           | 6                            | 13                           | 33                           | 42                           |

### كأس القارات
| إحصائيات كأس العالم للقارات | إحصائيات كأس العالم للقارات | إحصائيات كأس العالم للقارات | إحصائيات كأس العالم للقارات | إحصائيات كأس العالم للقارات | إحصائيات كأس العالم للقارات | إحصائيات كأس العالم للقارات | إحصائيات كأس العالم للقارات | إحصائيات كأس العالم للقارات |
| السنة                       | الجولة                      | المركز                      | لعب                         | فوز                         | هزيمة                       | تعادل                       | له                          | عليه                        |
| --------------------------- | --------------------------- | --------------------------- | --------------------------- | --------------------------- | --------------------------- | --------------------------- | --------------------------- | --------------------------- |
| 1992                        | لم يشارك                    | لم يشارك                    | لم يشارك                    | لم يشارك                    | لم يشارك                    | لم يشارك                    | لم يشارك                    | لم يشارك                    |
| 1995                        | لم يشارك                    | لم يشارك                    | لم يشارك                    | لم يشارك                    | لم يشارك                    | لم يشارك                    | لم يشارك                    | لم يشارك                    |
| 1997                        | لم يشارك                    | لم يشارك                    | لم يشارك                    | لم يشارك                    | لم يشارك                    | لم يشارك                    | لم يشارك                    | لم يشارك                    |
| 1999                        | لم يشارك                    | لم يشارك                    | لم يشارك                    | لم يشارك                    | لم يشارك                    | لم يشارك                    | لم يشارك                    | لم يشارك                    |
| 2001                        | لم يشارك                    | لم يشارك                    | لم يشارك                    | لم يشارك                    | لم يشارك                    | لم يشارك                    | لم يشارك                    | لم يشارك                    |
| 2003                        | لم يشارك                    | لم يشارك                    | لم يشارك                    | لم يشارك                    | لم يشارك                    | لم يشارك                    | لم يشارك                    | لم يشارك                    |
| 2005                        | لم يشارك                    | لم يشارك                    | لم يشارك                    | لم يشارك                    | لم يشارك                    | لم يشارك                    | لم يشارك                    | لم يشارك                    |
| 2009                        | لم يشارك                    | لم يشارك                    | لم يشارك                    | لم يشارك                    | لم يشارك                    | لم يشارك                    | لم يشارك                    | لم يشارك                    |
| 2013                        | لم يشارك                    | لم يشارك                    | لم يشارك                    | لم يشارك                    | لم يشارك                    | لم يشارك                    | لم يشارك                    | لم يشارك                    |
| 2017                        | دور المجموعات               | الخامس                      | 3                           | 1                           | 0                           | 2                           | 3                           | 3                           |
| 2021                        | لم يتحدد بعد                | لم يتحدد بعد                | لم يتحدد بعد                | لم يتحدد بعد                | لم يتحدد بعد                | لم يتحدد بعد                | لم يتحدد بعد                | لم يتحدد بعد                |

## التصفيات التأهيلية
فيما يلي سجل مشاركات منتخب روسيا لكرة القدم في التصفيات القارية المؤهلة لبطولتي كأس العالم وكأس الأمم الأوروبية منذ عام 1994، غير متضمنا التصفيات التي خاضها كلا من منتخبي الاتحاد السوفيتي واتحاد الدول المستقلة في الفترة ما بين عامي 1924 و1992.
| كأس العالم                                                                                | كأس الأمم الأوروبية                                                           |
| ----------------------------------------------------------------------------------------- | ----------------------------------------------------------------------------- |
| 1994 – احتل المركز الثاني في المجموعة                                                     | 1996 – احتل المركز الأول في المجموعة                                          |
| 1998 – احتل المركز الثاني في المجموعة خسر أمام إيطاليا في مباراة الملحق التأهيلي          | 2000 – احتل المركز الثالث في المجموعة                                         |
| 2002 – احتل المركز الأول في المجموعة                                                      | 2004 – احتل المركز الثاني في المجموعة تغلب على ويلز في مباراة الملحق التأهيلي |
| 2006 – احتل المركز الثالث في المجموعة                                                     | 2008 – احتل المركز الثاني في المجموعة                                         |
| 2010 – احتل المركز الثاني في المجموعة خسر أمام سلوفينيا في مباراة الملحق التأهيلي         | 2012 – احتل المركز الأول في المجموعة                                          |
| [[تصفيات كأس العالم 2014 – أوروبا المجموعة س\|2014 – 2010 – احتل المركز الاول في المجموعة |                                                                               |

† الخط الغليظ يعني تأهل المنتخب الروسي للبطولة المعنية.
تصفيات كأس العالم 2014
| الفريق           | لعب | ف | ت | خ | أ.له | أ.ع | أ.ف | نقاط |  | روسيا | البرتغال | إسرائيل | أذربيجان | أيرلندا الشمالية | لوكسمبورغ |
| ---------------- | --- | - | - | - | ---- | --- | --- | ---- |  | ----- | -------- | ------- | -------- | ---------------- | --------- |
| روسيا (Q)        | 10  | 7 | 1 | 2 | 20   | 5   | +15 | 22   |  | —     | 1–0      | 3–1     | 1–0      | 2–0              | 4–1       |
| البرتغال (A)     | 10  | 6 | 3 | 1 | 20   | 9   | +11 | 21   |  | 1–0   | —        | 1–1     | 3–0      | 1–1              | 3–0       |
| إسرائيل          | 10  | 3 | 5 | 2 | 19   | 14  | +5  | 14   |  | 0–4   | 3–3      | —       | 1–1      | 1–1              | 3–0       |
| أذربيجان         | 10  | 1 | 6 | 3 | 7    | 11  | −4  | 9    |  | 1–1   | 0–2      | 1–1     | —        | 2–0              | 1–1       |
| أيرلندا الشمالية | 10  | 1 | 4 | 5 | 9    | 17  | −8  | 7    |  | 1–0   | 2–4      | 0–2     | 1–1      | —                | 1–1       |
| لوكسمبورغ        | 10  | 1 | 3 | 6 | 7    | 26  | −19 | 6    |  | 0–4   | 1–2      | 0–6     | 0–0      | 3–2              | —         |

## المديرون الفنييون
منذ تفكك الاتحاد السوفيتي وما تبعه من حلّ جميع المنتخبات التابعة له بما في ذلك منتخب اتحاد الدول المستقلة، تولى عشرة مدربون مسئولية القيادة الفنية للمنتخب الروسي، بداية من المدير الفني الوطني بافيل ساديرين عام 1992 وصولًا للهولندي ديك أدفوكات المدير الفني الحالي للمنتخب والذي تعاقد معه الاتحاد الروسي في مايو 2010؛ وفيما يلي قائمة بالمديرين الفنيين الذين تولوا قيادة المنتخب الروسي:
| صورة شخصية | الاسم                                             | الفترة                                     | المسابقات الرسمية |
| ---------- | ------------------------------------------------- | ------------------------------------------ | --- |
|            | بافيل ساديرين (16 يوليو 1992 - 28 يوليو 1994)     | سنتان وإثنا عشر يوما                       | تصفيات كأس العالم 1994: المركز الثاني في المجموعة كأس العالم 1994: المركز الثالث في المجموعة                                                                             |
|            | أوليغ رومانتسيف (28 يوليو 1994 - 11 يونيه 1996)   | سنة وأحد عشر شهرا و أربعة عشر يوما         | تصفيات يورو 1996: المركز الأول في المجموعة يورو 1996: المركز الثالث في المجموعة                                                                                          |
|            | بوريس إيغناتييف (11 يوليو 1996 - 19 يونيه 1998)   | سنة وأحد عشر شهرا وثمانية أيام             | تصفيات كأس العالم 1998: المركز الثاني في المجموعة خسر أمام إيطاليا في مباراة الملحق التأهيلي                                                                             |
|            | أناتولي بيشوفتس (28 ديسمبر 1998 - 08 يوليو 2002)  | أربعة أشهر وستة وعشرون يوما                | تصفيات يورو 2000: ثلاثة مباريات |
|            | أوليغ رومانتسيف (28 ديسمبر 1998 - 08 يوليو 2002)  | ثلاث سنوات وستة أشهر وعشرة أيام            | تصفيات يورو 2000: سبع مباريات؛ المركز الثالث بالمجموعة تصفيات كأس العالم 2002: المركز الأول في المجموعة كأس العالم 2002: المركز الثالث في المجموعة                       |
|            | فاليري غازايف (08 يوليو 2002 - 25 أغسطس 2003)     | سنة وشهر وسبعة عشر يوما                    | تصفيات يورو 2004: خمس مباريات |
|            | غيورغي يارتسيف (25 أغسطس 2003 - 05 إبريل 2005)    | سنة وسبعة أشهر وأحد عشر يوما               | تصفيات يورو 2004: خمس مباريات؛ المركز الثاني في المجموعة تغلب على ويلز في مباراة الملحق التأهيلي يورو 2004: المركز الرابع في المجموعة تصفيات كأس العالم 2006: ست مباريات |
|            | يوري سيومن (18 إبريل 2005 - 31 ديسمبر 2005)       | ثمانية أشهر وثلاثة عشر يوما                | تصفيات كأس العالم 2006: ست مباريات؛ المركز الثالث في المجموعة |
|            | ألكساندر بوروديوك (01 يناير 2006 - 09 يوليو 2006) | ستة أشهر وثمانية أيام                      | عُين منسقا عاما للمنتخب الروسي |
|            | غوس هيدينك (09 سبتمبر 2006 - 30 يونيه 2010)       | ثلاث سنوات وأحد عشرا شهر وإثنا وعشرون يوما | تصفيات يورو 2008: المركز الثاني في المجموعة يورو 2008: نصف النهائي تصفيات كأس العالم 2010: المركز الثاني في المجموعة خسر أمام سلوفينيا في مباراة الملحق التأهيلي         |
|            | ديك أدفوكات (15 يوليو 2010 - 15 يوليو 2012)       | سنتان                                      | تصفيات يورو 2012: المركز الأول في المجموعة يورو 2012: المركز الثالث في المجموعة                                                                                          |
|            | فابيو كابيلو (25 يوليو 2012 - يوليو 2015)         | ثلاث سنوات                                 | تصفيات كأس العالم 2014: الرابع والعشرين |
|            | Leonid Slutsky(أغسطس 2015 – يونيو 2016)           |                                            | |
|            | ستانيسلاف تشيرتشيسوف(أغسطس 2016 – الآن)           |                                            | |

## الطاقم التدريبي
| المنصب               | الاسم                |
| -------------------- | -------------------- |
| المدير الفني         | ستانيسلاف تشيرتشيسوف |
| المدرب المساعد       | Miroslav Romaschenko |
| مدرب حراس المرمى     | Gintaras Staučė      |
| مدرب اللياقة البدنية | Paulino Granero      |
| مدرب اللياقة البدنية | فلاديمير بانيكوف     |

## اللاعبون

### التشكيل الحالي
الإحصائيات التالية هي الإحصائيات الفعلية حتى مباراة المنتخب الروسي الأخيرة بالبطولة الأوروبية أمام نظيره اليوناني في إطار الجولة الثالثة من مباريات المجموعة الأولى يوم السبت 16 يونيه 2012.

| 1  | حارس | إيغور أكينفيف         | 8 أبريل 1986   | 52 | 0  | تسسكا موسكو        |  |  |
| 13 | حارس | أنطون شونين           | 27 يناير 1987  | 2  | 0  | دينامو موسكو       |  |  |
| 16 | حارس | فياتشيسلاف مالافيف    | 4 مارس 1979    | 28 | 0  | زينيت سانت بطرسبرغ |  |  |
|    |      |                       |                |    |    |                    |  |  |
| 2  | دفاع | أليكساندر أنيوكوف     | 28 سبتمبر 1982 | 68 | 1  | زينيت سانت بطرسبرغ |  |  |
| 3  | دفاع | رومان شارونوف         | 8 سبتمبر 1976  | 8  | 0  | روبين كازان        |  |  |
| 4  | دفاع | سيرغي إيغناشيفيتش     | 14 يوليو 1979  | 79 | 5  | تسسكا موسكو        |  |  |
| 5  | دفاع | يوري جيركوف           | 20 أغسطس 1983  | 55 | 0  | أنجي مخاتشكالا     |  |  |
| 12 | دفاع | أليكسي بيريزوتسكي     | 20 يونيو 1982  | 51 | 0  | تسسكا موسكو        |  |  |
| 15 | وسط  | دميتري كومباروف       | 22 يناير 1987  | 4  | 0  | سبارتاك موسكو      |  |  |
| 19 | دفاع | فلاديمير غرانات       | 22 مايو 1987   | 0  | 0  | دينامو موسكو       |  |  |
| 21 | دفاع | كيريل نابابكين        | 8 سبتمبر 1986  | 1  | 0  | تسسكا موسكو        |  |  |
|    |      |                       |                |    |    |                    |  |  |
| 6  | وسط  | رومان شيروكوف         | 6 يوليو 1981   | 25 | 7  | زينيت سانت بطرسبرغ |  |  |
| 7  | وسط  | إيغور دينيسوف         | 17 مايو 1984   | 29 | 0  | زينيت سانت بطرسبرغ |  |  |
| 8  | وسط  | كونستانتين زيريانوف   | 5 أكتوبر 1977  | 52 | 7  | زينيت سانت بطرسبرغ |  |  |
| 9  | وسط  | مارات إسماعيلوف       | 21 سبتمبر 1982 | 35 | 2  | سبورتينغ لشبونة    |  |  |
| 17 | وسط  | ألان دزاغويف          | 17 يونيو 1990  | 23 | 7  | تسسكا موسكو        |  |  |
| 22 | وسط  | دينيس غلوشاكوف        | 27 يناير 1987  | 10 | 1  | لوكوموتيف موسكو    |  |  |
| 23 | وسط  | إيغور سيمشوف          | 6 أبريل 1978   | 57 | 3  | دينامو موسكو       |  |  |
|    |      |                       |                |    |    |                    |  |  |
| 10 | هجوم | أندري أرشافين (كابتن) | 29 مايو 1981   | 74 | 17 | آرسنال             |  |  |
| 11 | هجوم | ألكسندر كيرجاكوف      | 27 نوفمبر 1982 | 64 | 19 | زينيت سانت بطرسبرغ |  |  |
| 14 | هجوم | رومان بافليوتشينكو    | 15 ديسمبر 1981 | 50 | 21 | لوكوموتيف موسكو    |  |  |
| 18 | هجوم | ألكسندر كوكورين       | 19 مارس 1991   | 6  | 0  | دينامو موسكو       |  |  |
| 20 | هجوم | بافيل بوغربنياك       | 8 نوفمبر 1983  | 33 | 8  | فولهام             |  |  |

### الانتدابات الأخيرة
القائمة التالية تضم اللاعبين الذين تم انتدابهم لصفوف المنتخب الروسي في الإثني عشر شهر الأخيرة وشاركوا في مباراة واحدة على الأقل من مباريات المنتخب خلال تلك الفترة.

## المشجعون

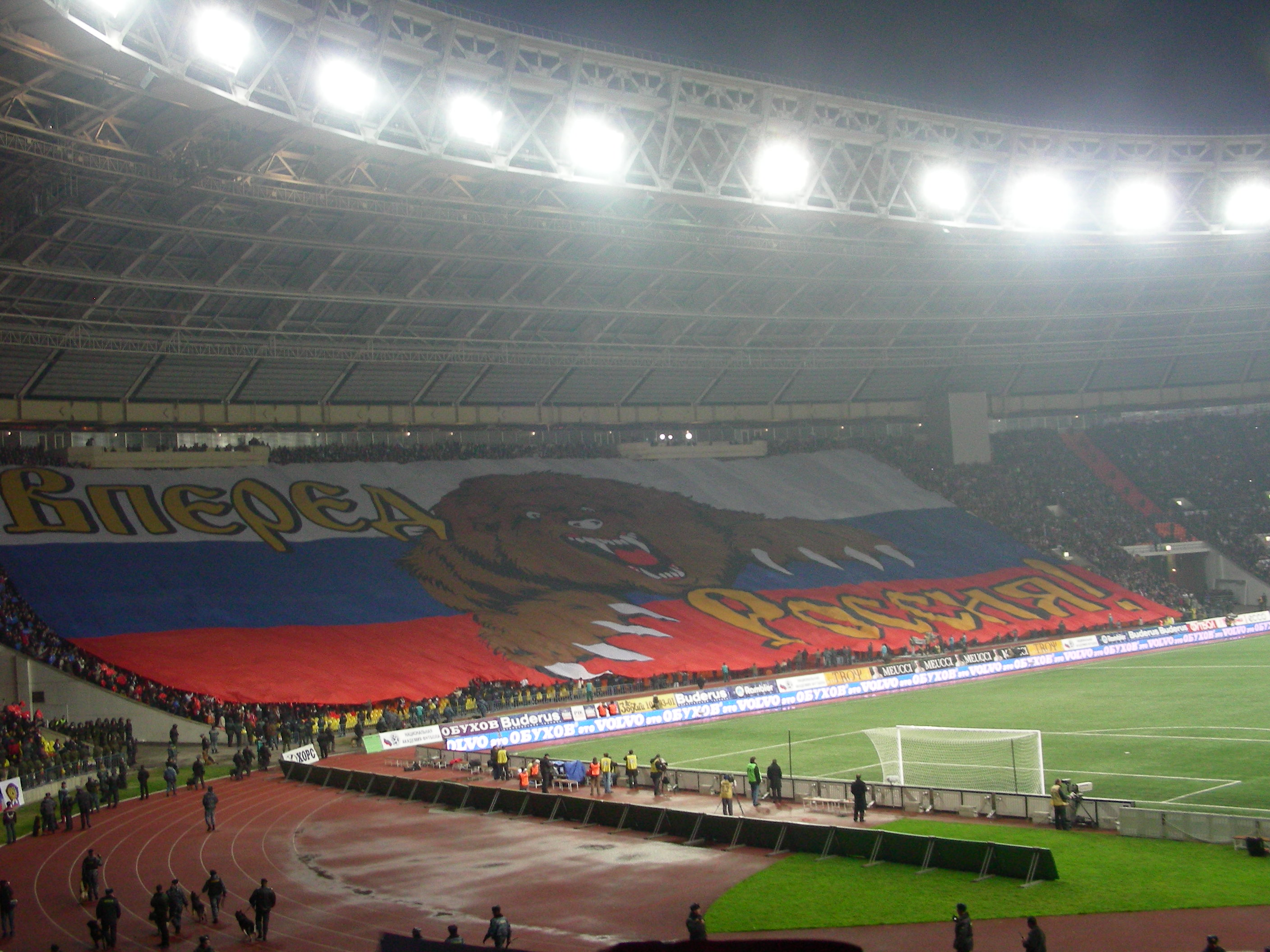
صورة لأكبر بانر تشجيعي في العالم بطول 130 متر وعرض 80 متر، من مباراة المنتخب الروسي ونظيره الإنكليزي على ستاد لوجنيكي بالعاصمة الروسية موسكو.
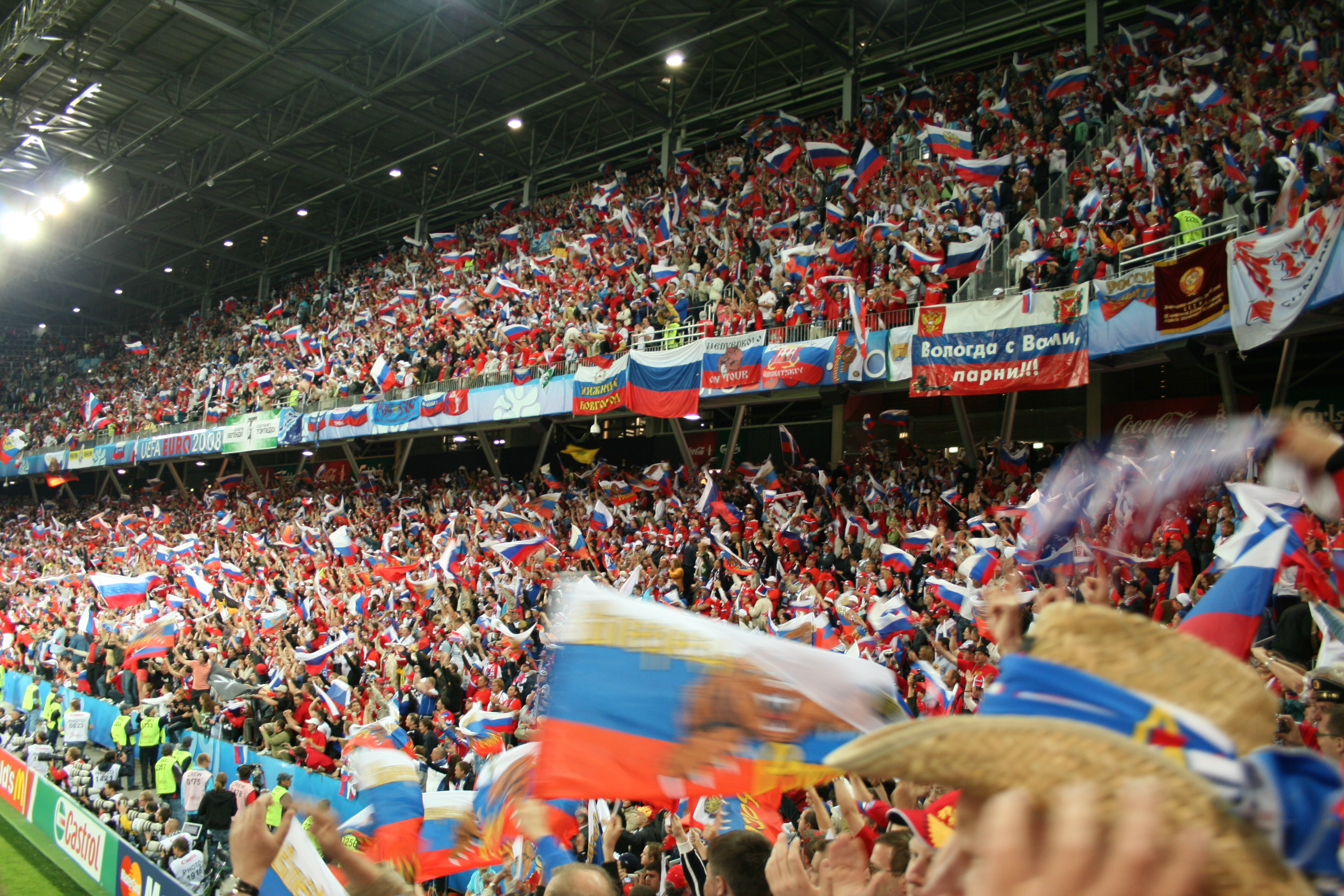
جانب من المشجعين الروس خلال مباراة اليونان وروسيا في إطار الدور الأول لنهائيات يورو 2008.
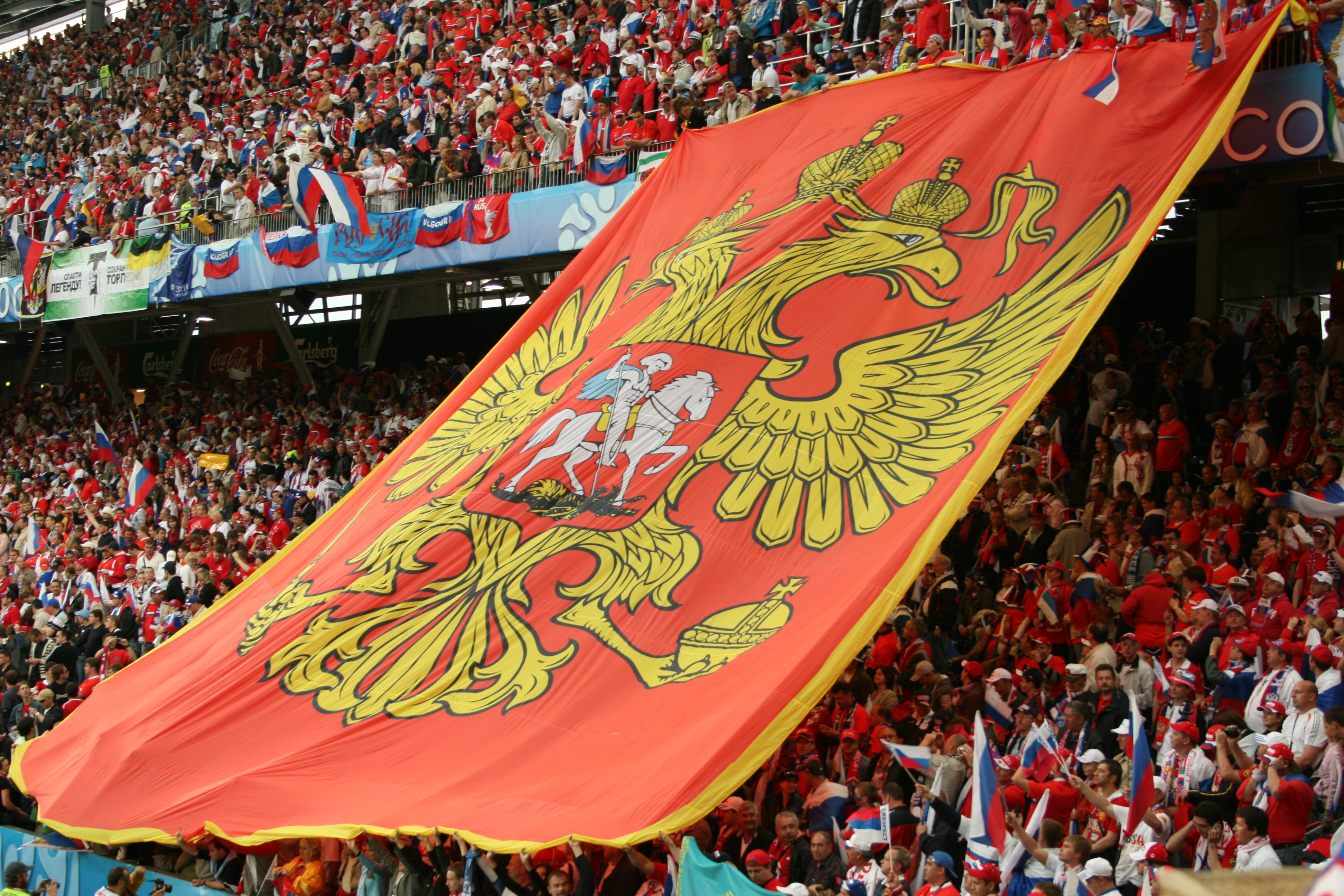
لقطة لأحد البانرات التشجيعية التي رفعها المشجعين الروس خلال مباراة منتخبهم أمام اليونان وتظهر الشعار الرسمي للدولة.
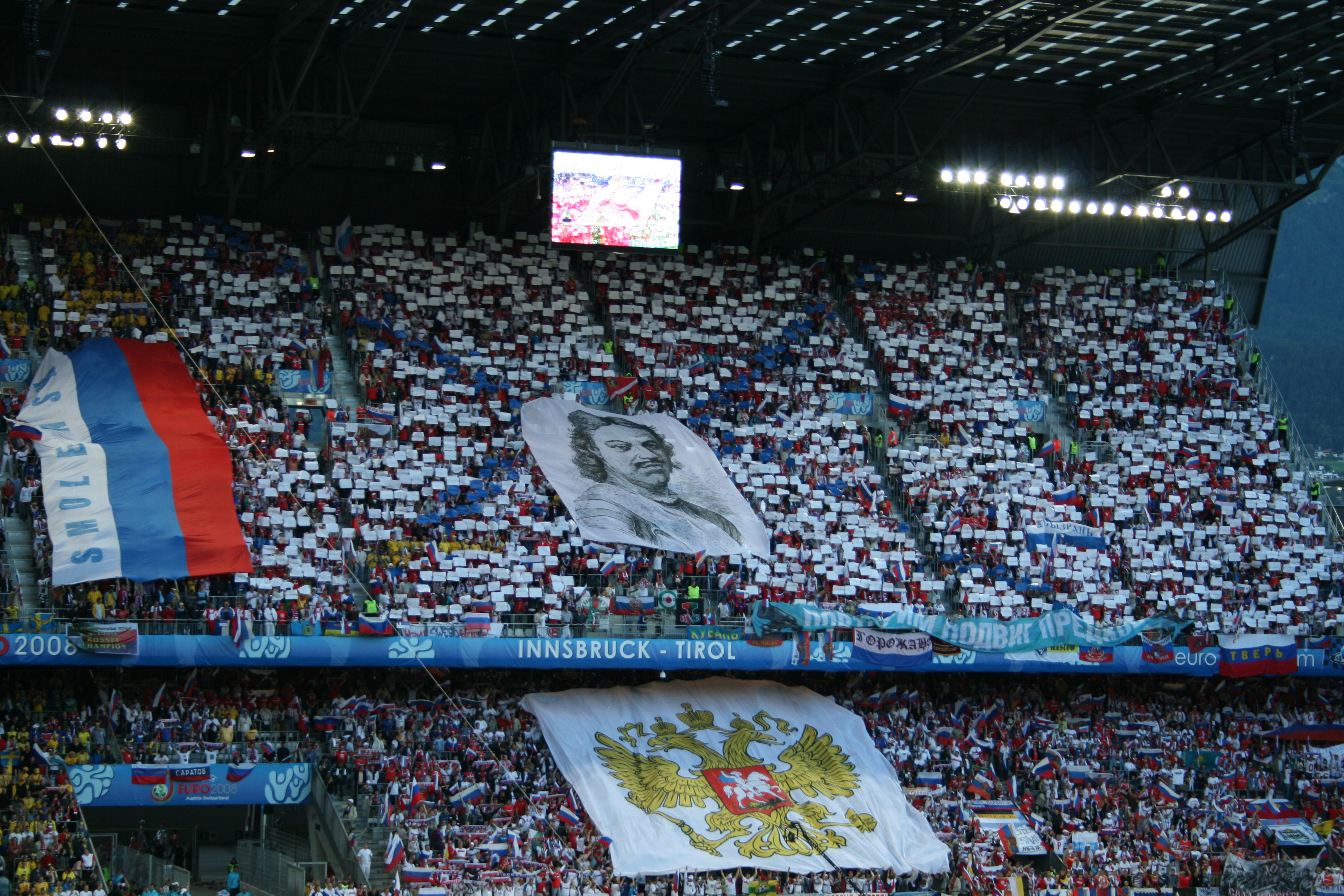
جانب من المشجعين الروس خلال مباراة روسيا والسويد في إطار الدور الأول لنهائيات يورو 2008.
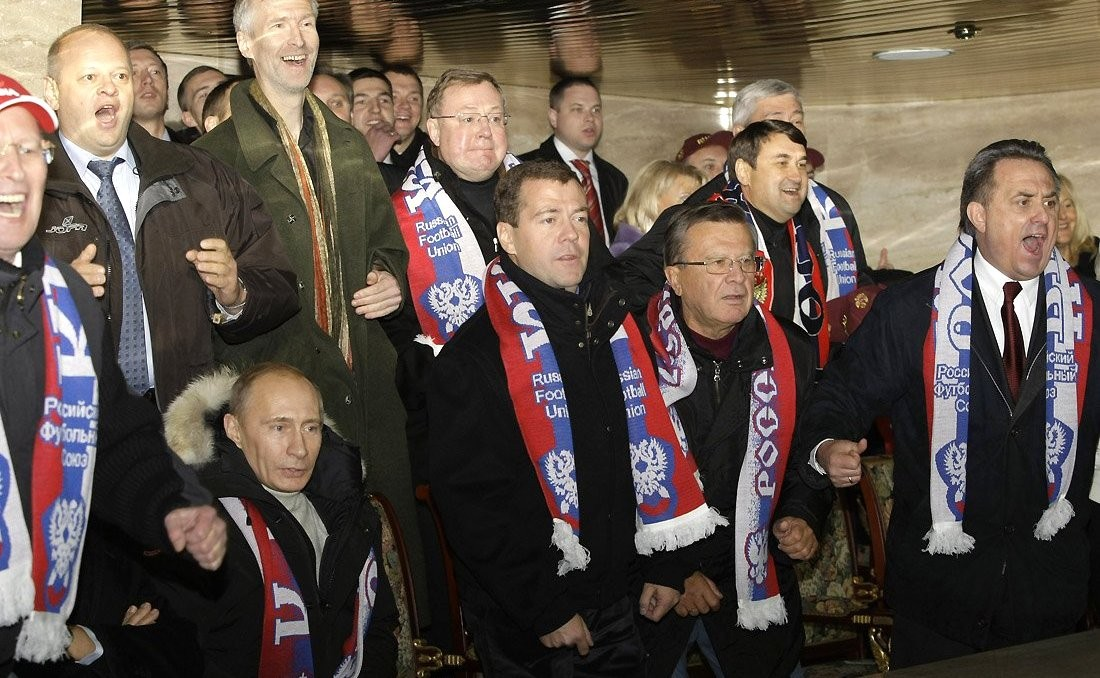
لقطة أعضاء الاتحاد الروسي لكرة القدم أثناء مباراة المنتخب الروسي أمام نظيره الألماني خلال التصفيات المؤهلة لنهائيات كأس العالم 2010 بصحبة فلاديمير بوتين الرئيس الحالي ودميتري ميدفيديف الرئيس السابق لروسيا الاتحادية.